# Langon (Gironde)
Pour les articles homonymes, voir Langon.
Langon (Lengon, en gascon) est une commune du Sud-Ouest de la France, située dans le département de la Gironde en région Nouvelle-Aquitaine. Elle est le chef-lieu d'un arrondissement.

## Géographie

### Localisation
Étape traditionnelle de la route Bordeaux-Toulouse, la ville de Langon et son unité urbaine dans le Sud-Gironde, se trouve sur la rive gauche de la Garonne, près de la limite entre le vignoble des Graves et la lisière de la forêt des Landes, à 48 km au sud-est de Bordeaux, chef-lieu du département.

### Communes limitrophes
Les communes limitrophes sont Saint-Pierre-de-Mons à l'est, Coimères au sud-est, Mazères au sud, Roaillan au sud-ouest sur environ un kilomètre, Fargues à l'ouest et Toulenne à l'ouest. Sur la rive droite de la Garonne, se trouvent les communes de Saint-Maixant au nord et Saint-Macaire au nord-est.
| Toulenne | Saint-Maixant Rive droite | Saint-Macaire de la Garonne |
| Fargues  | Langon                    | Saint-Pierre-de-Mons        |
| Roaillan | Mazères                   | Coimères                    |

### Climat
Pour des articles plus généraux, voir Climat de la Nouvelle-Aquitaine et Climat de la Gironde.
Historiquement, la commune est exposée à un climat océanique aquitain.
En 2020, Météo-France publie une typologie des climats de la France métropolitaine dans laquelle la commune est exposée à un climat océanique et est dans la région climatique  Aquitaine, Gascogne, caractérisée par une pluviométrie abondante au printemps, modérée en automne, un faible ensoleillement au printemps, un été chaud (19,5 °C), des vents faibles, des brouillards fréquents en automne et en hiver et des orages fréquents en été (15 à 20 jours).
Pour la période 1971-2000, la température annuelle moyenne est de 12,7 °C, avec une amplitude thermique annuelle de 15,2 °C. Le cumul annuel moyen de précipitations est de 836 mm, avec 11,6 jours de précipitations en janvier et 6,5 jours en juillet. Pour la période 1991-2020, la température moyenne annuelle observée sur la station météorologique la plus proche, située sur la commune de Sauternes à 8 km à vol d'oiseau, est de 13,9 °C et le cumul annuel moyen de précipitations est de 859,6 mm,. Pour l'avenir, les paramètres climatiques de la commune estimés pour 2050 selon différents scénarios d’émission de gaz à effet de serre sont consultables sur un site dédié publié par Météo-France en novembre 2022.

## Urbanisme

### Typologie
Au 1er janvier 2024, Langon est catégorisée petite ville, selon la nouvelle grille communale de densité à sept niveaux définie par l'Insee en 2022.
Elle appartient à l'unité urbaine de Langon, une agglomération intra-départementale regroupant six  communes, dont elle est ville-centre,,. Par ailleurs la commune fait partie de l'aire d'attraction de Bordeaux, dont elle est une commune de la couronne,. Cette aire, qui regroupe 275 communes, est catégorisée dans les aires de 700 000 habitants ou plus (hors Paris),.

### Occupation des sols

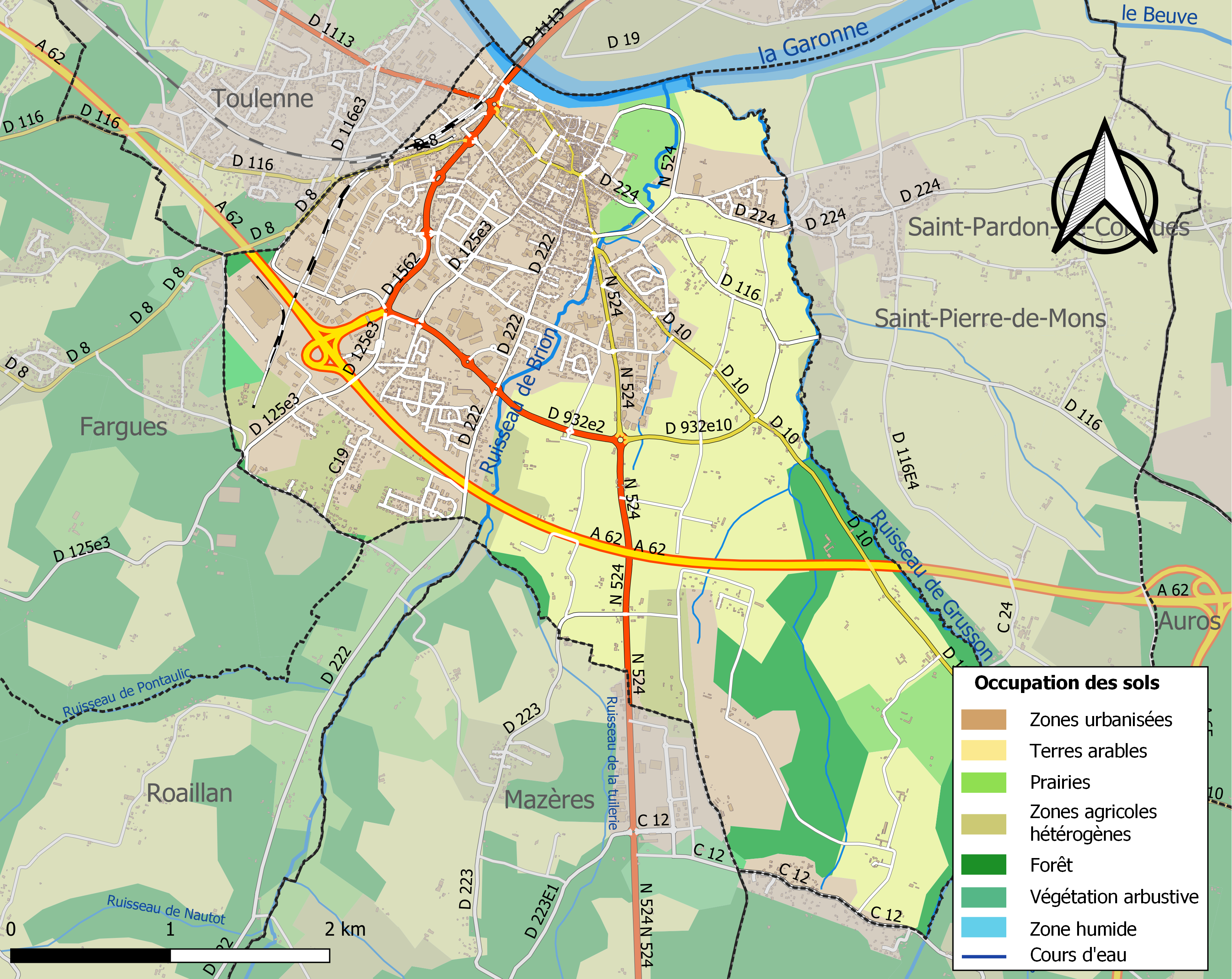
Carte des infrastructures et de l'occupation des sols de la commune en 2018 (CLC).

L'occupation des sols de la commune, telle qu'elle ressort de la base de données européenne d’occupation biophysique des sols Corine Land Cover (CLC), est marquée par l'importance des territoires agricoles (45,7 % en 2018), en diminution par rapport à 1990 (53,6 %). La répartition détaillée en 2018 est la suivante :
cultures permanentes (32,8 %), zones urbanisées (28,8 %), forêts (11 %), zones industrielles ou commerciales et réseaux de communication (9,5 %), zones agricoles hétérogènes (6,9 %), prairies (4,9 %), espaces verts artificialisés, non agricoles (3,8 %), terres arables (1,1 %), eaux continentales (0,7 %), milieux à végétation arbustive et/ou herbacée (0,5 %). L'évolution de l’occupation des sols de la commune et de ses infrastructures peut être observée sur les différentes représentations cartographiques du territoire : la carte de Cassini (XVIIIe siècle), la carte d'état-major (1820-1866) et les cartes ou photos aériennes de l'IGN pour la période actuelle (1950 à aujourd'hui).

### Voies de communication et transports

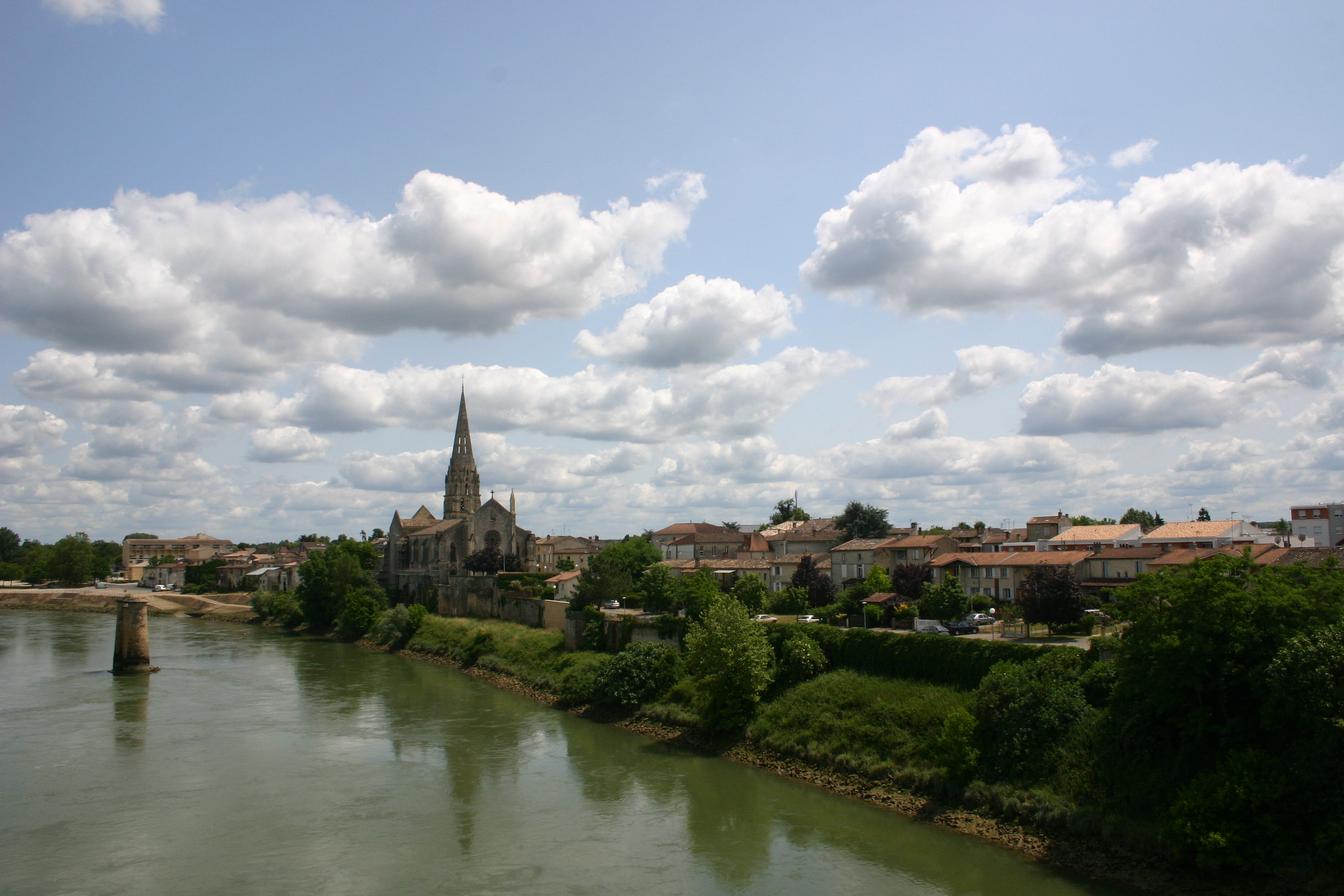
Langon depuis le pont routier sur la Garonne (mai 2006)

La ville est traversée par la route départementale D1113, ancienne route nationale 113, qui mène vers le nord-est à Saint-Macaire et au-delà à La Réole et vers le nord-ouest à Toulenne et en direction de Bordeaux. La D1113 franchit la Garonne par le pont routier de Langon. Plusieurs routes commencent dans le territoire communal, la route départementale D116, à l'ouest, en direction du Sauternais et de Landiras, la route départementale D8, au sud-ouest, en direction de Fargues et Villandraut, la route départementale D222, au sud-sud-ouest, en direction de Roaillan, la route nationale N524 (anciennement route départementale D932), au sud, en direction de Bazas, la route départementale D10, au sud-est, en direction d'Auros, la route départementale D224, à l'est, en direction de Saint-Pierre-de-Mons et Castets et Castillon.
L'accès no 3, dit de Langon, à l'autoroute A62 (Bordeaux-Toulouse) se situe sur le territoire communal.
L'accès no 1, dit de Bazas, à l'autoroute A65 (Langon-Pau) se situe à 13 km vers le sud.
La ville est desservie par la SNCF, à la gare de Langon, dans l'ouest de la commune, sur la ligne Bordeaux - Sète du TER Nouvelle-Aquitaine qui franchit la Garonne ici par le pont ferroviaire de Langon.

### Risques majeurs
Le territoire de la commune de Langon est vulnérable à différents aléas naturels : météorologiques (tempête, orage, neige, grand froid, canicule ou sécheresse), inondations, mouvements de terrains et séisme (sismicité très faible). Un site publié par le BRGM permet d'évaluer simplement et rapidement les risques d'un bien localisé soit par son adresse soit par le numéro de sa parcelle.
Certaines parties du territoire communal sont susceptibles d’être affectées par le risque d’inondation par débordement de cours d'eau, notamment la Garonne, le ruisseau de Grusson et le ruisseau de Brion. La commune a été reconnue en état de catastrophe naturelle au titre des dommages causés par les inondations et coulées de boue survenues en 1982, 1986, 1988, 1991, 1995, 1997, 1999, 2005, 2009, 2018, 2019, 2020 et 2021,.
Les mouvements de terrains susceptibles de se produire sur la commune sont des affaissements et effondrements liés aux cavités souterraines (hors mines). Par ailleurs, afin de mieux appréhender le risque d’affaissement de terrain, l'inventaire national des cavités souterraines permet de localiser celles situées sur la commune.

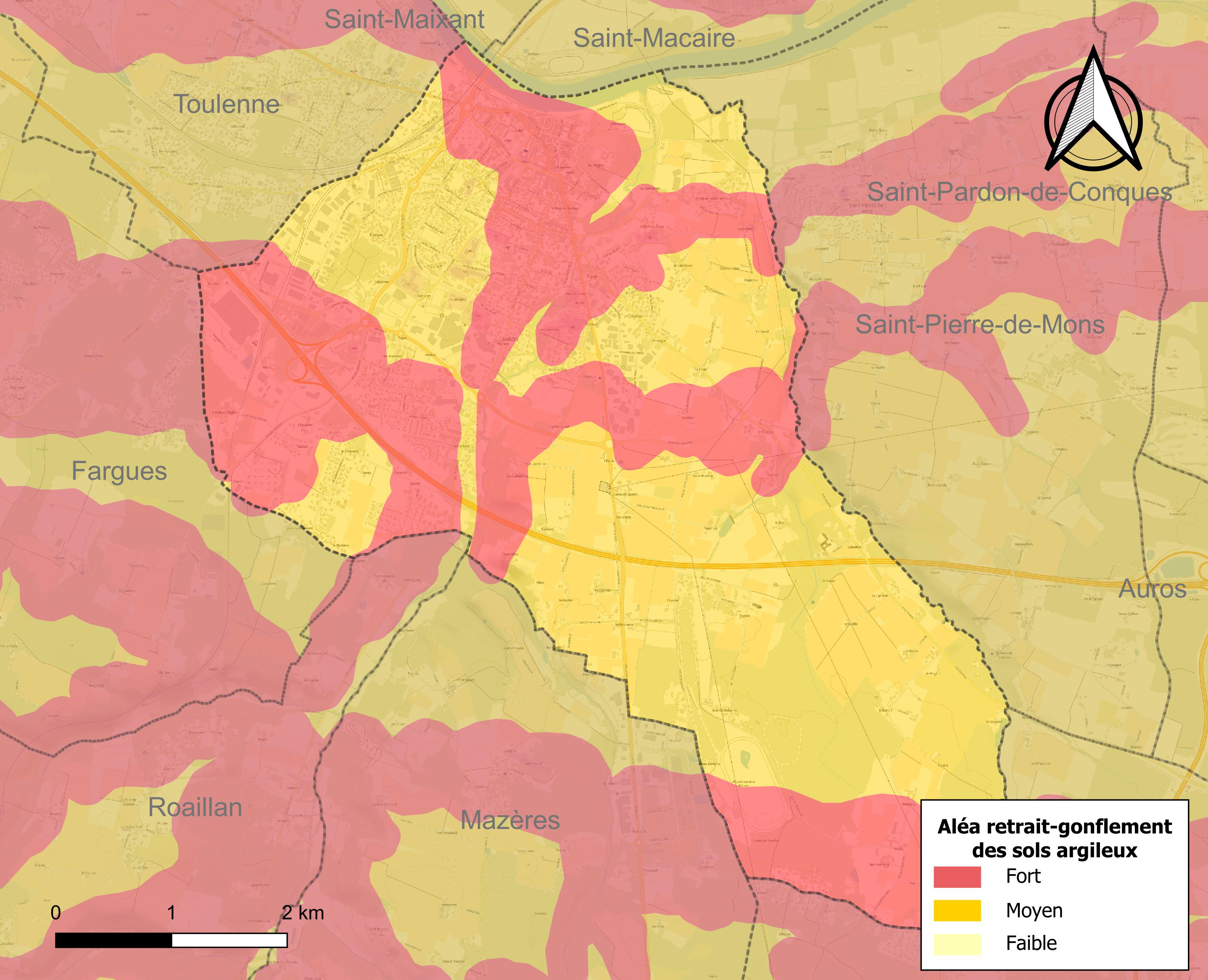
Carte des zones d'aléa retrait-gonflement des sols argileux de Langon.

Le retrait-gonflement des sols argileux est susceptible d'engendrer des dommages importants aux bâtiments en cas d’alternance de périodes de sécheresse et de pluie. La totalité de la commune est en aléa moyen ou fort (67,4 % au niveau départemental et 48,5 % au niveau national). Sur les 2 506 bâtiments dénombrés sur la commune en 2019, 2 506 sont en aléa moyen ou fort, soit 100 %, à comparer aux 84 % au niveau départemental et 54 % au niveau national. Une cartographie de l'exposition du territoire national au retrait gonflement des sols argileux est disponible sur le site du BRGM,.
Par ailleurs, afin de mieux appréhender le risque d’affaissement de terrain, l'inventaire national des cavités souterraines permet de localiser celles situées sur la commune.
Concernant les mouvements de terrains, la commune a été reconnue en état de catastrophe naturelle au titre des dommages causés par la sécheresse en 1990 et 2003 et par des mouvements de terrain en 1999.

## Toponymie
Selon la chronique de Benjamin Fillon sur la commune « Le Langon » dans la Vendée,
Le Langon, Véluire et le Poiré (imprimerie de Robuchon, Fontenay-le-Comte, 1867)
« Le nom celtique de ce très ancien bourg, situé sur les confins de la plaine et du marais méridional de la Vendée, était vraisemblablement Alingo, comme celui de Langon sur Gironde. On en fit d’abord l’Alingon, puis l’Alangon, et enfin le Langon. ».
Le nom celtique « Alingo » figure ici et là autour de Langon, mais de moins en moins. Il y a encore le club Rando Alingo de randonnée pédestre et le Centre Medical Alingo dans le Cours des Fossés, mais l'ancien Café Alingo est devenu « Le Cochon Volant »,.

## Histoire
L'histoire de la ville est indissociable de celle de Bazas, à une quinzaine de kilomètres au sud, important centre militaire et religieux de l'Antiquité jusqu'au XVIIIe siècle, dont Langon est le port sur la Garonne, rivalisant un temps avec celui de Bordeaux. Profitant de sa situation privilégiée autour d'un coude du fleuve, au confluent avec le Brion, Langon devient une ville de marchés, sur la route entre Bordeaux et Agen. Elle compte deux paroisses dès le XIIe siècle, Notre-Dame et Saint-Gervais, formant deux bourgs dont la ville est la réunion. Pour plus d'information sur la situation de la commune au XVIIIe siècle, voir l'ouvrage de Jacques Baurein.
À la Révolution, la paroisse Saint-Gervais de Langon forme la commune de Langon.
Langon a été marquée par la vigne, qui fit sa richesse en tant que port, au carrefour du vignoble des Graves et de celui du Sauternais. La commune elle-même est sur le territoire des Graves. Tandis que Bazas entre dans un déclin relatif à partir du XVIIIe siècle, perdant son diocèse après la Révolution, son tribunal de grande instance au XXe siècle, et une bonne partie de son artisanat, Langon connaît un essor commercial et industriel. En 1926, les arrondissements de Bazas et de La Réole fusionnent avec celui de Langon, et c'est Langon, légèrement plus peuplée, qui récupère la sous-préfecture.
Culturellement, Langon se situe dans l'aire gasconne. Le nom de la ville en occitan est Lengon (prononcer Lengoun). Elle fait partie de la région historique du Bazadais.

Quelques vues anciennes
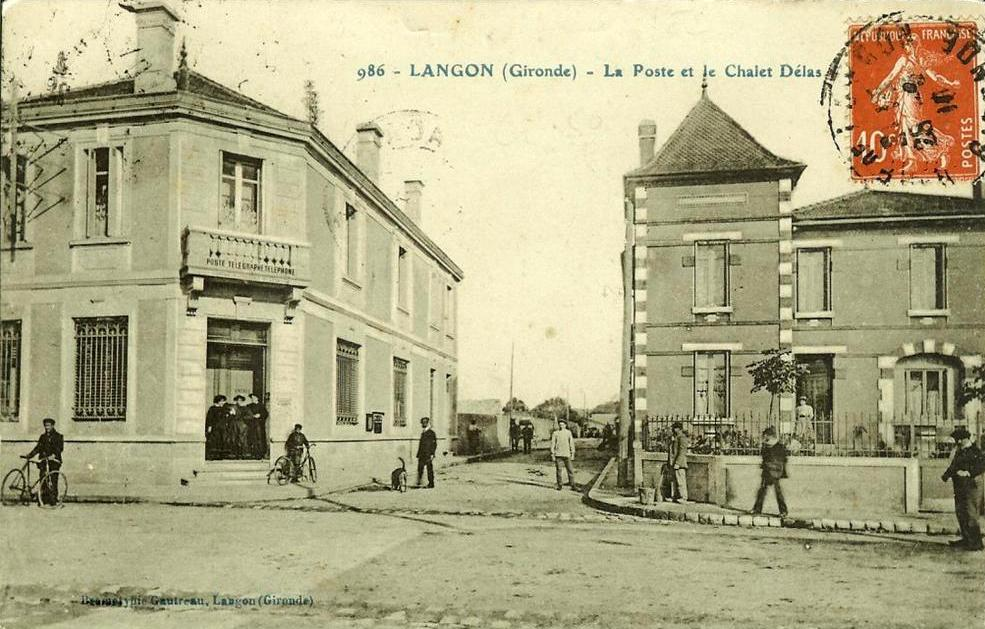
La Poste.
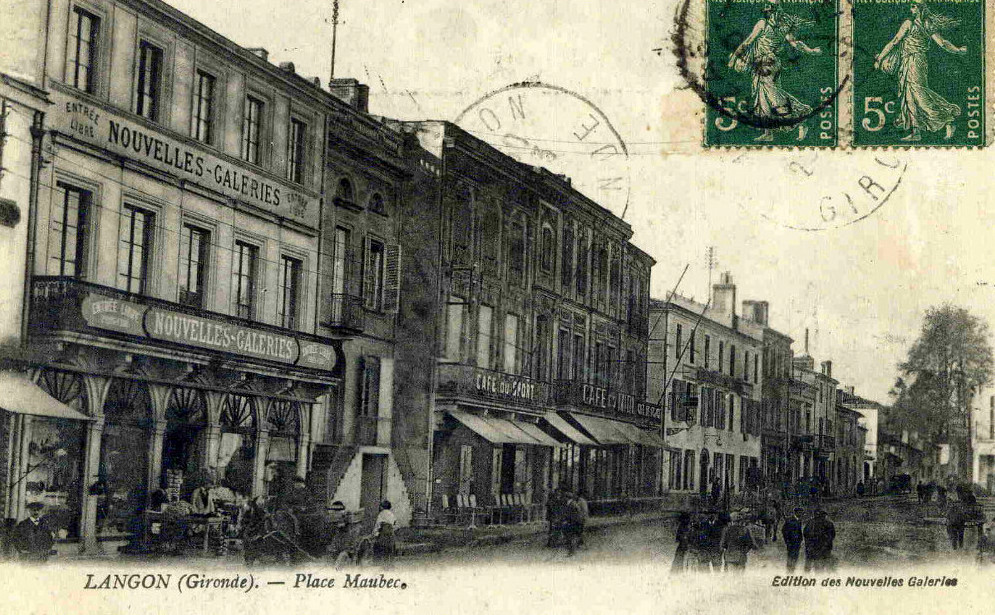
La place du Général-de-Gaulle.
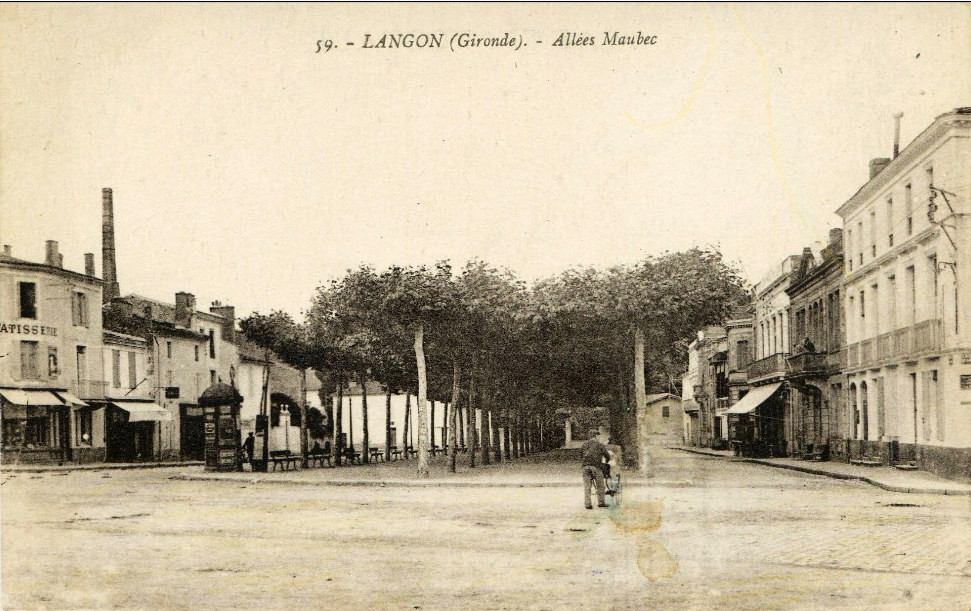
Les allées Jean-Jaurès.
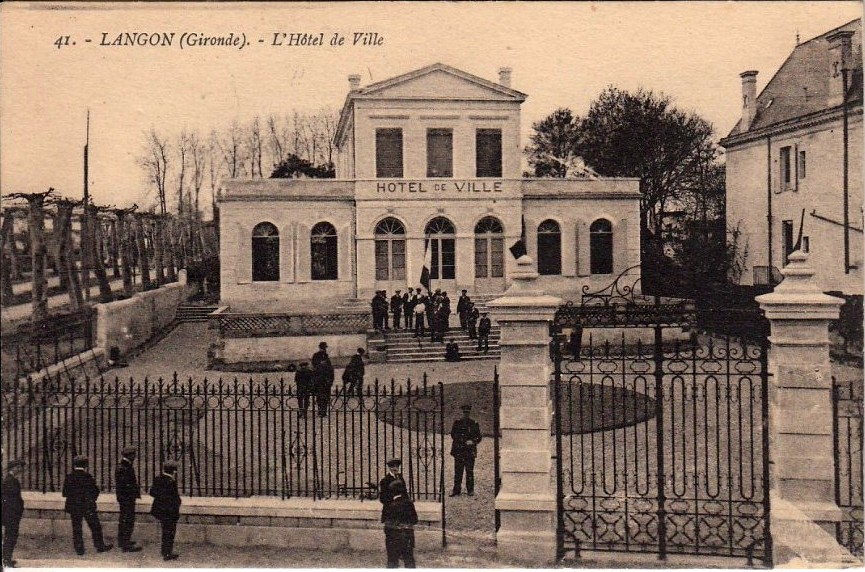
Ancienne mairie.
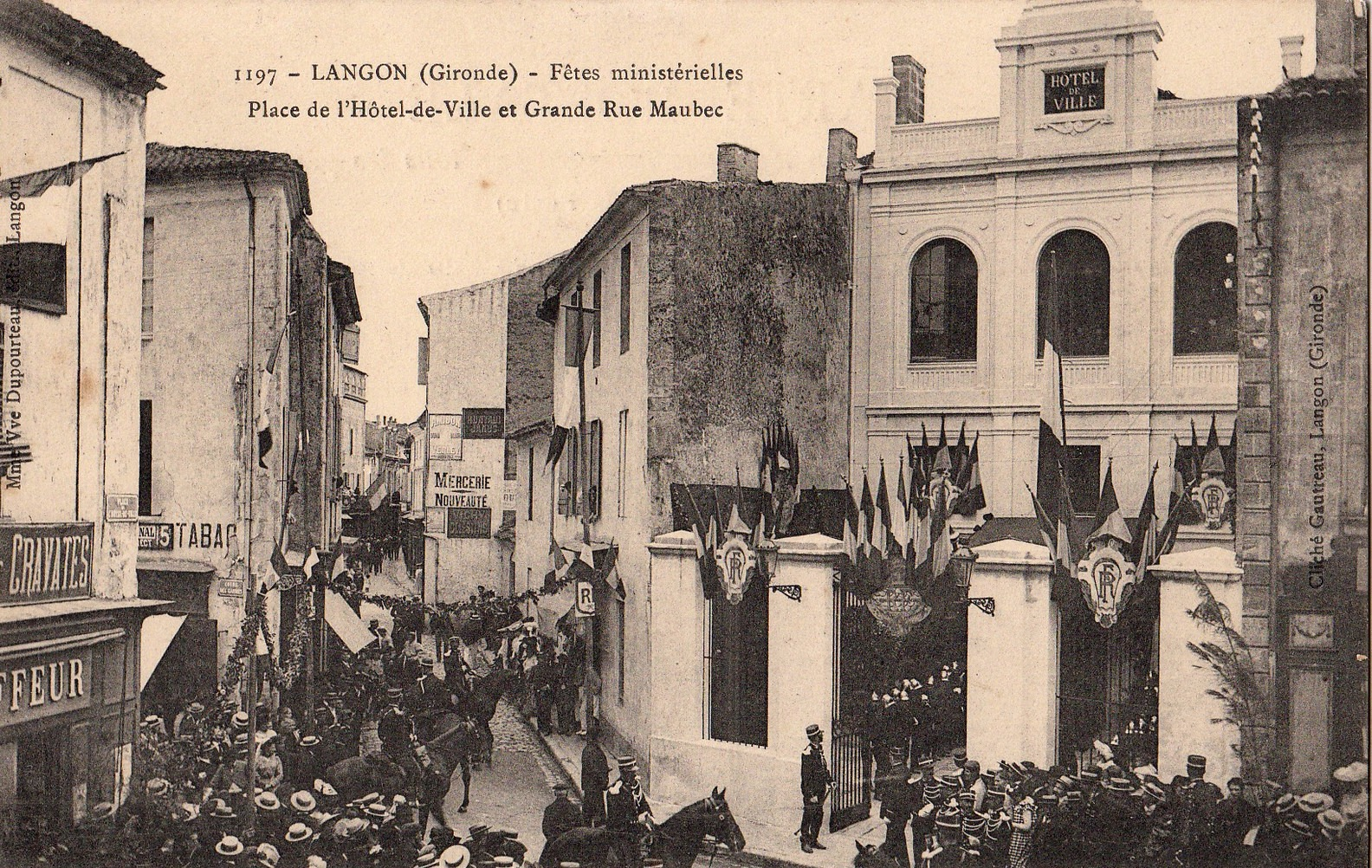
Ancienne mairie et la rue Maubec.
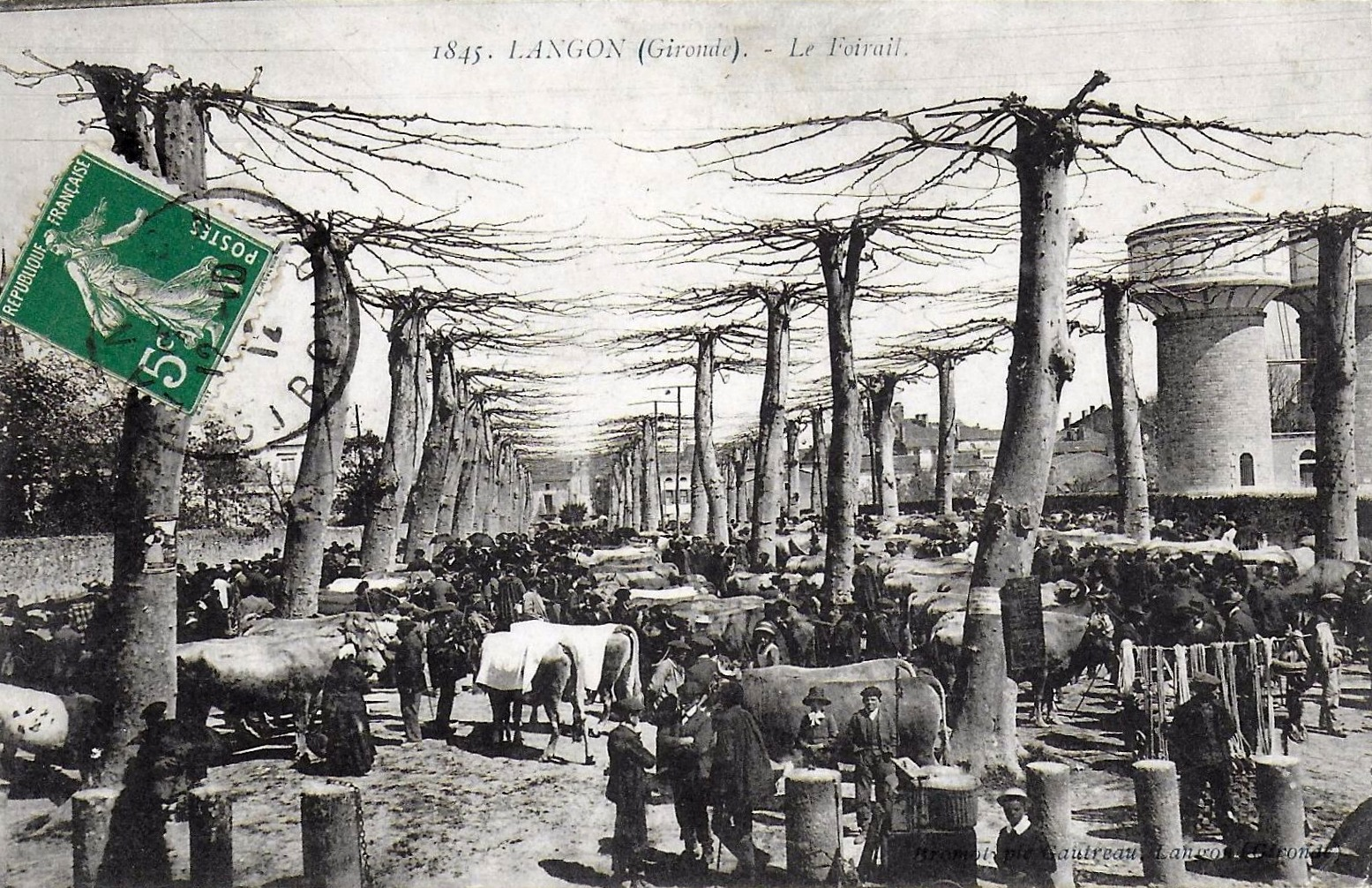
La place du Foirail.
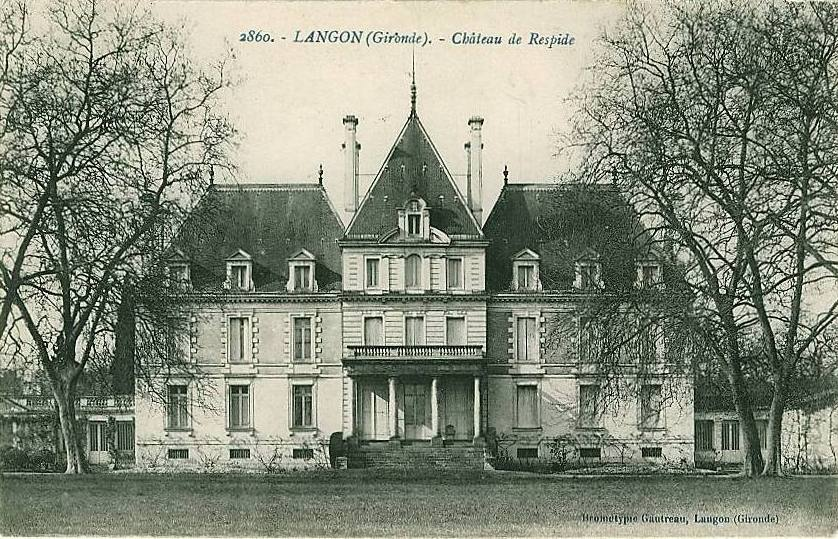
Le château de Respide.

## Politique et administration

### Jumelages
Les jumelages de la ville de Langon sont les suivants :
- Penzberg (Allemagne) depuis 1981[34],[35]
- Canelas (Portugal) depuis 1993

### Intercommunalité
Le 1er janvier 2014, la communauté de communes du Pays de Langon ayant été supprimée, la commune de Langon s'est retrouvée intégrée à la communauté de communes du Sud Gironde siégeant à Mazères.

## Population et société

### Démographie
Les habitants sont appelés les Langonnais.
L'unité urbaine de Langon compte, à périmètre identique à 1999, 10 568 habitants en 2006 contre 8 975 habitants au recensement de 1999 soit une augmentation de 18 %. Les autres communes de l'unité urbaine sont Toulenne (2 405 habitants), Fargues (1 532 habitants), Saint-Pierre-de-Mons (1 028 habitants), Saint-Pardon-de-Conques (568 habitants) et Saint-Loubert (230 habitants).
L'aire urbaine compte quant à elle, à périmètre identique à 1999, 13 687 habitants en 2006 contre 11 423 habitants au recensement de 1999 soit une augmentation de 20 % et trois communes de plus : Fargues (1 526 habitants), Roaillan (1 096 habitants) et Saint-Pardon-de-Conques (497 habitants). La croissance démographique, due à l'étalement de l'agglomération bordelaise, est actuellement très soutenue et devrait se traduire par des chiffres en hausse lors du prochain recensement.
L'évolution du nombre d'habitants est connue à travers les recensements de la population effectués dans la commune depuis 1793. Pour les communes de moins de 10 000 habitants, une enquête de recensement portant sur toute la population est réalisée tous les cinq ans, les populations de référence des années intermédiaires étant quant à elles estimées par interpolation ou extrapolation. Pour la commune, le premier recensement exhaustif entrant dans le cadre du nouveau dispositif a été réalisé en 2008.

En 2022, la commune comptait 7 523 habitants, en évolution de +1,98 % par rapport à 2016 (Gironde : +6,91 %, France hors Mayotte : +2,11 %).
| 1793  | 1800  | 1806  | 1821  | 1831  | 1836  | 1841  | 1846  | 1851  |
| ----- | ----- | ----- | ----- | ----- | ----- | ----- | ----- | ----- |
| 3 267 | 3 208 | 3 222 | 2 954 | 3 566 | 3 745 | 3 986 | 3 896 | 3 953 |

| 1856  | 1861  | 1866  | 1872  | 1876  | 1881  | 1886  | 1891  | 1896  |
| ----- | ----- | ----- | ----- | ----- | ----- | ----- | ----- | ----- |
| 4 201 | 4 114 | 4 505 | 4 647 | 4 740 | 4 704 | 4 726 | 4 733 | 4 956 |

| 1901  | 1906  | 1911  | 1921  | 1926  | 1931  | 1936  | 1946  | 1954  |
| ----- | ----- | ----- | ----- | ----- | ----- | ----- | ----- | ----- |
| 4 816 | 4 836 | 4 900 | 4 588 | 4 731 | 4 661 | 4 786 | 5 177 | 5 231 |

| 1962  | 1968  | 1975  | 1982  | 1990  | 1999  | 2006  | 2008  | 2013  |
| ----- | ----- | ----- | ----- | ----- | ----- | ----- | ----- | ----- |
| 5 375 | 5 356 | 5 843 | 5 836 | 5 842 | 6 168 | 7 135 | 7 409 | 7 418 |

| 2018  | 2022  | - | - | - | - | - | - | - |
| ----- | ----- | - | - | - | - | - | - | - |
| 7 374 | 7 523 | - | - | - | - | - | - | - |

### Services publics
Langon héberge une sous-préfecture, un centre hospitalier du Sud-Gironde dont le siège administratif se trouve à La Réole après la fusion des deux hôpitaux la partie chirurgicale étant située à Langon, un service départemental d'incendie et de secours, une gendarmerie, une poste, un centre des impôts, une maison de retraite, un office de tourisme, un pôle emploi, une CPAM.

### Enseignement
- L'éducation est assurée sur la commune de Langon depuis la crèche, en passant par l'école maternelle (EM Anne-Frank et Ste-Marie Jeanne d'Arc), l'école élémentaire (EP Antoine-de-Saint-Éxupéry et Ste-Marie Jeanne d'Arc) et le collège (collège Jules-Ferry et collège Toulouse-Lautrec ainsi que le collège Ste-Marie Jeanne d'Arc), jusqu'au lycée aussi bien d'enseignement général (lycée mixte Jean-Moulin) que d'enseignement professionnel (lycée des Métiers Sud-Gironde), une antenne du Greta et un lycée d'enseignement professionnel privé: le LP AGIR.
- Une bibliothèque municipale complète cet aspect éducation, manifestations culturelles et festivités
- Le festival de musique Nuits atypiques a pour projet de valoriser la diversité culturelle en faisant découvrir des « musiques du monde » tous les ans en juillet.
- L'association L'Ours polar a pour vocation d'assurer la promotion du roman policier et du roman noir.

### Médias
- Le Républicain Sud-Gironde, journal de presse hebdomadaire régionale, est installé à Langon depuis le début des années 1990.
- La radio ARL (Aquitaine Radio Live) a ses studios à Langon.

### Sports

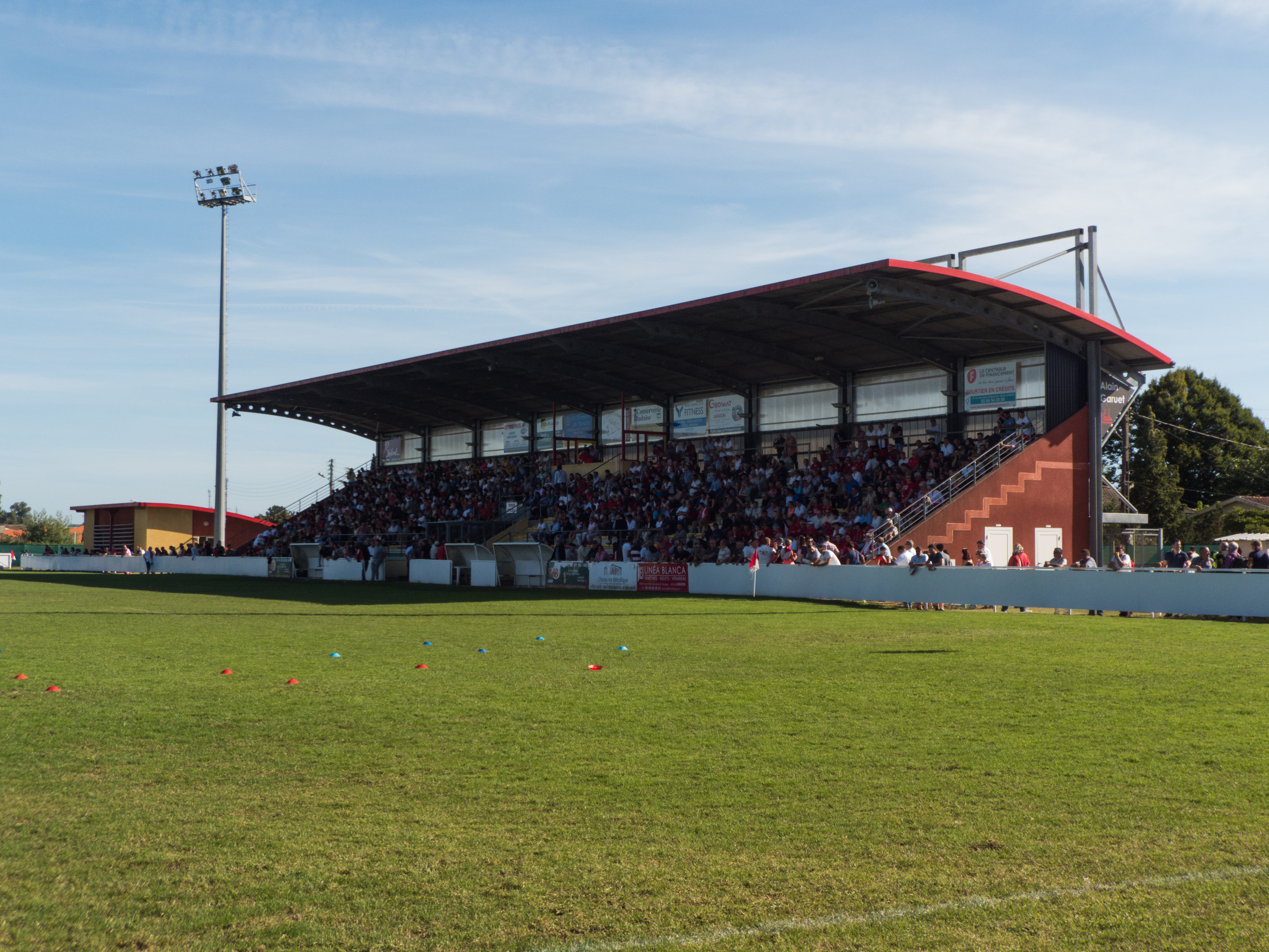
Le stade Comberlin.

- Le Stade langonnais athlétisme, club d'athlétisme
- Le Stade langonnais, club de rugby à XV de Fédérale 1
- Le Langon Football Club, club de football
- Le Tennis Club Langonnais, club de tennis comptant plus de 200 adhérents.
- Le CN Marsouins de Langon, club de natation estivale affilié à la Ligue de Nouvelle Aquitaine de Natation
- La section gymnastique de l'Amicale laïque La Vaillante
- Duros Escalade[41], club d'escalade
- Le Judo-Jujitsu langonnais
- Ville étape du tour de France à deux reprises : 1976 et 1984.
- Point de contrôle volant pour la 4e étape (Toulouse à Bordeaux) du premier Tour de France de 1903 franchissant la Garonne par l'ancien pont suspendu[42].
- En 1896, le Bordeaux-Langon est l'une des premières courses automobiles de l'histoire. Abel Bord s'impose sur une Peugeot. Ce fut la seule et unique session.
- Depuis 2016, l'association sportive multi-sports MUSCUL (basket, handball, foot en salle, volley...) se réunit au gymnase du collège Jules Ferry.

## Économie

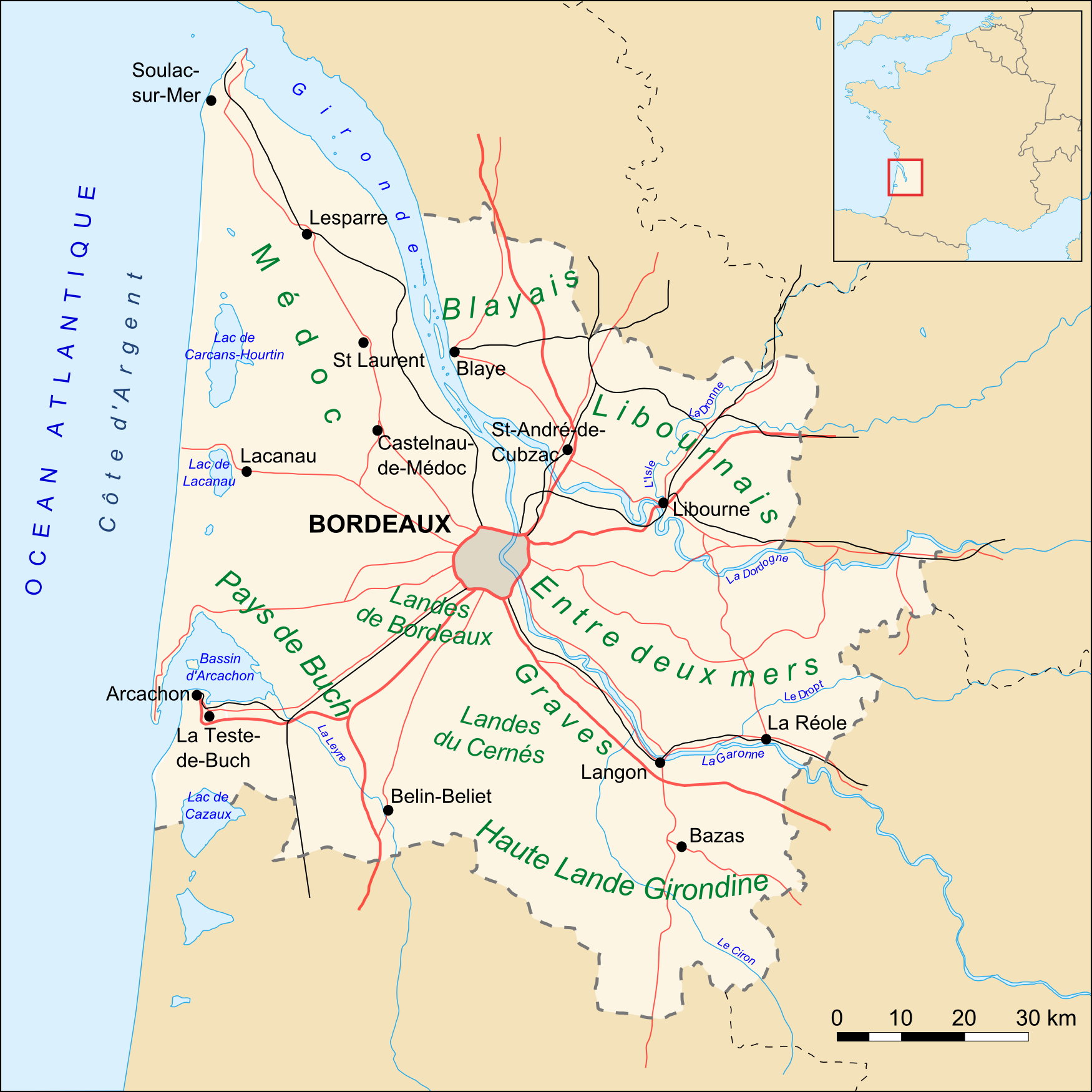
Langon en Gironde

### Agriculture
888 hectares de la commune ont un usage agricole dont 282 correspondent à des vignobles en appellation contrôlée produisant graves-supérieures (blancs moelleux) et graves (rouges et blancs).

### Commerce et industrie
La commune totalise 77 hectares de zones économiques répartis ainsi :
- Z.I. du Couloumey : 23 ha
- Z.I. de Baillan : 10 ha
- Z.I. de la Châtaigneraie : 30 ha
- Z.A. de Dumès : 14 ha

En matière de commerce, la commune héberge 192 entreprises réparties en commerce de gros (37), établissements multirayons (7), commerces alimentaires (26) et commerces non alimentaires (122).
En matière d'industrie, la commune abrite une entreprise industrielle alimentaire, dix entreprises artisanales liées à l’équipement de la maison et de la personne, 29 entreprises artisanales de production et 36 entreprises de BTP.
En matière de services, 205 entreprises sont actives à savoir 32 cafés, hôtels, restaurants, 29 dans le domaine de la finance, de l'immobilier ou de l'assurance, 51 dans les services à caractère personnel et 93 dans des services autres.
La commune dispose d'une délégation de la Chambre de commerce et d'industrie de Bordeaux.

## Culture locale et patrimoine
- Le crime de Langon est un fait-divers sordide : l'assassinat crapuleux de Jean-Théodore Monget, un agent d'assurances, dans le Café de la gare à Langon (Gironde), le 6 février 1907. Elle sort de l'ordinaire par sa couverture dans la presse nationale et des répercussions sur l'application effective de la peine de mort.

### Lieux et monuments
- L'église Saint-Gervais-Saint-Protais, construite entre le XIIe et le XVe siècles en style gothique, fut détruite au XVIe et au XVIIe siècle puis reconstruite et agrandie au XIXe siècle dans le style néogothique. En 1966, on y découvrit un tableau du peintre espagnol Francisco de Zurbaran (1598-1664), L'Immaculée Conception (1661). L'église est inscrite au titre des monuments historiques depuis 2006[44].
- Vestiges de l'église Notre-Dame : église du XIIe, de nombreuses fois remaniée, qui a subi d'importantes destructions avant de devenir bien national pendant la Révolution et d'être transformée en lieu de réunion, de spectacles puis en cinéma. En 1926, le propriétaire décida de vendre la plupart des chapiteaux à un riche collectionneur américain, qui a fait don, en 1934, au Metropolitan Museum of Art, New-York.. La chapelle a été reconstruite et exposée au Musée des cloîtres à New York.

Photos de l'église par Jean-Auguste Brutails vers 1890
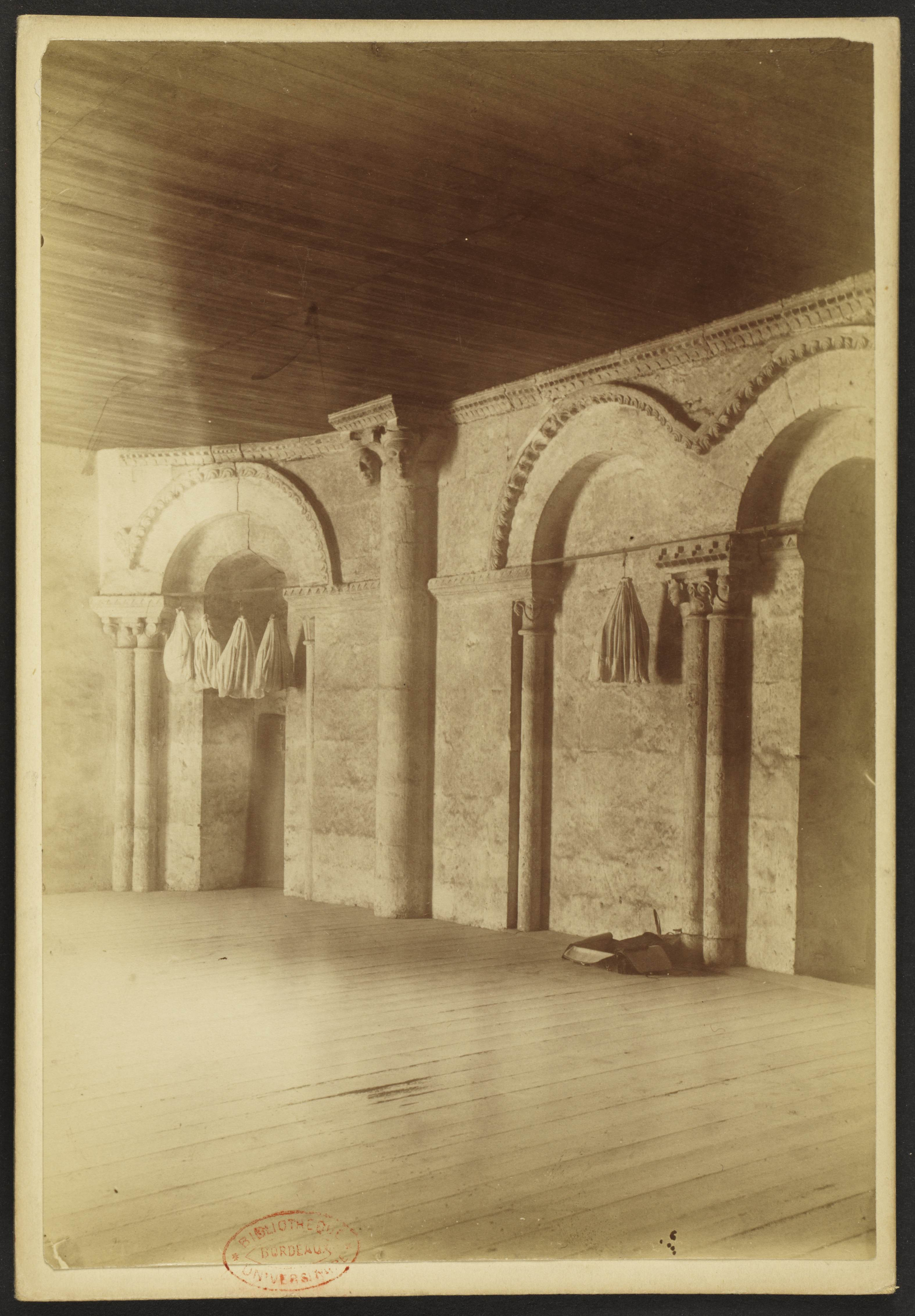
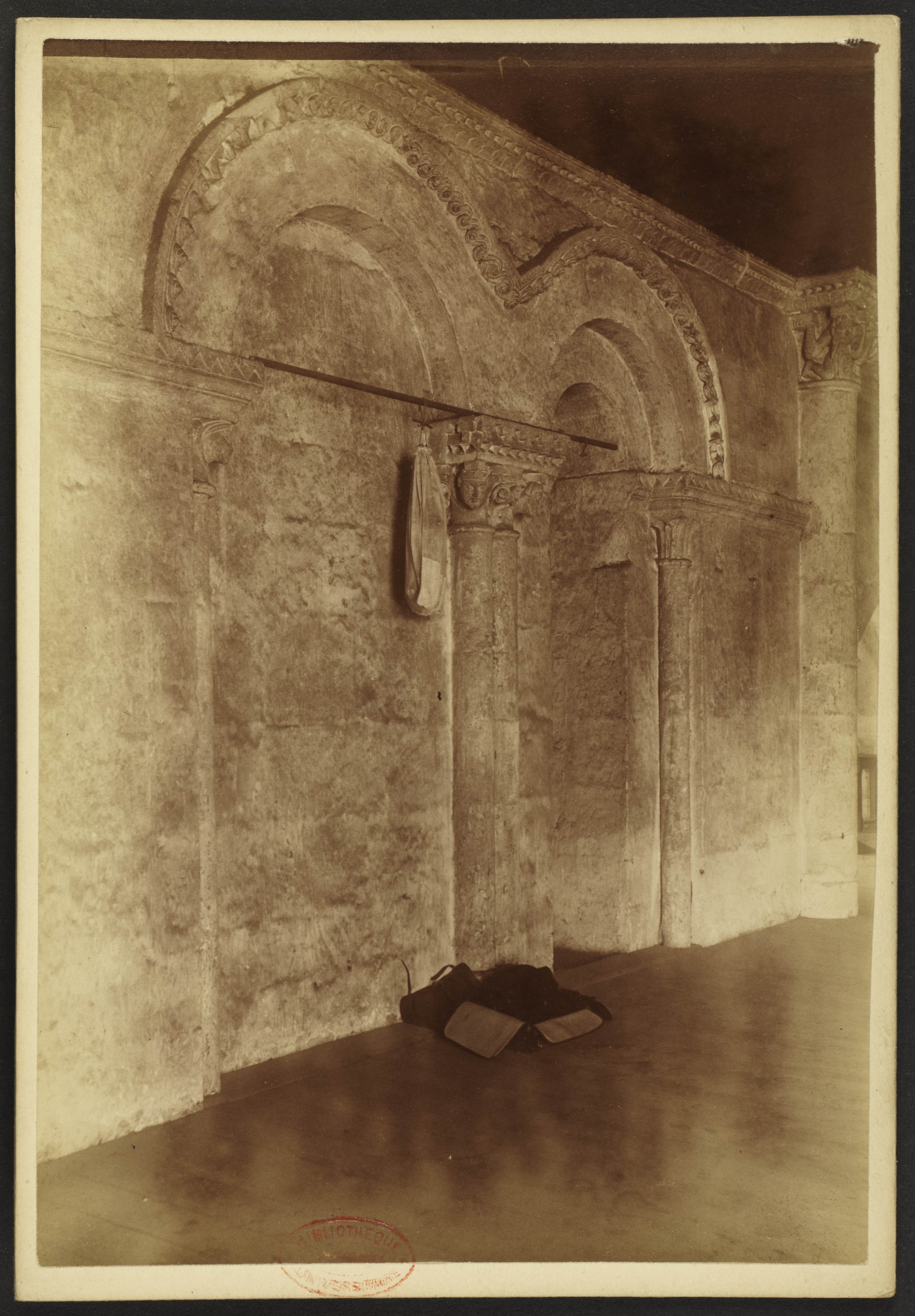
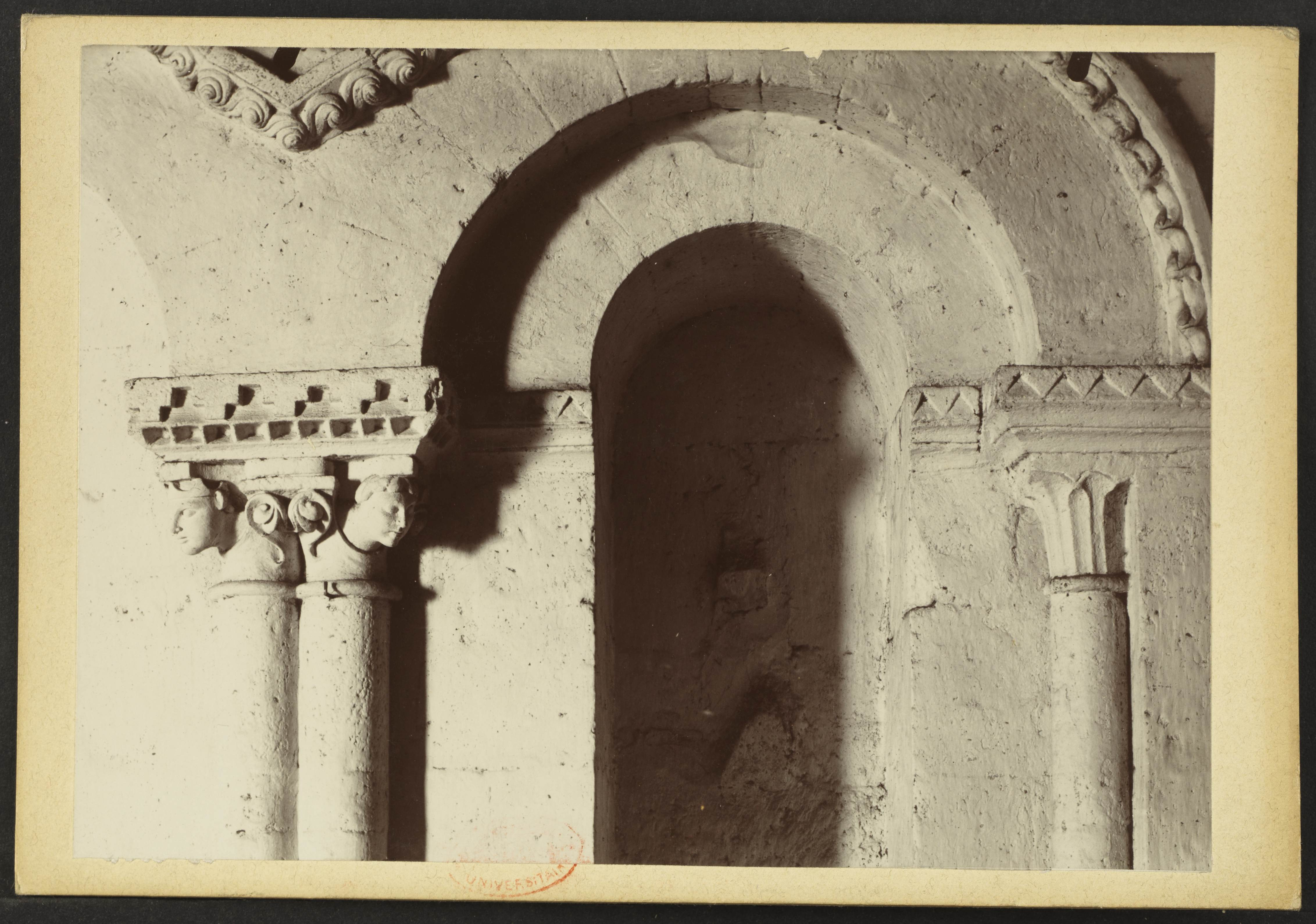
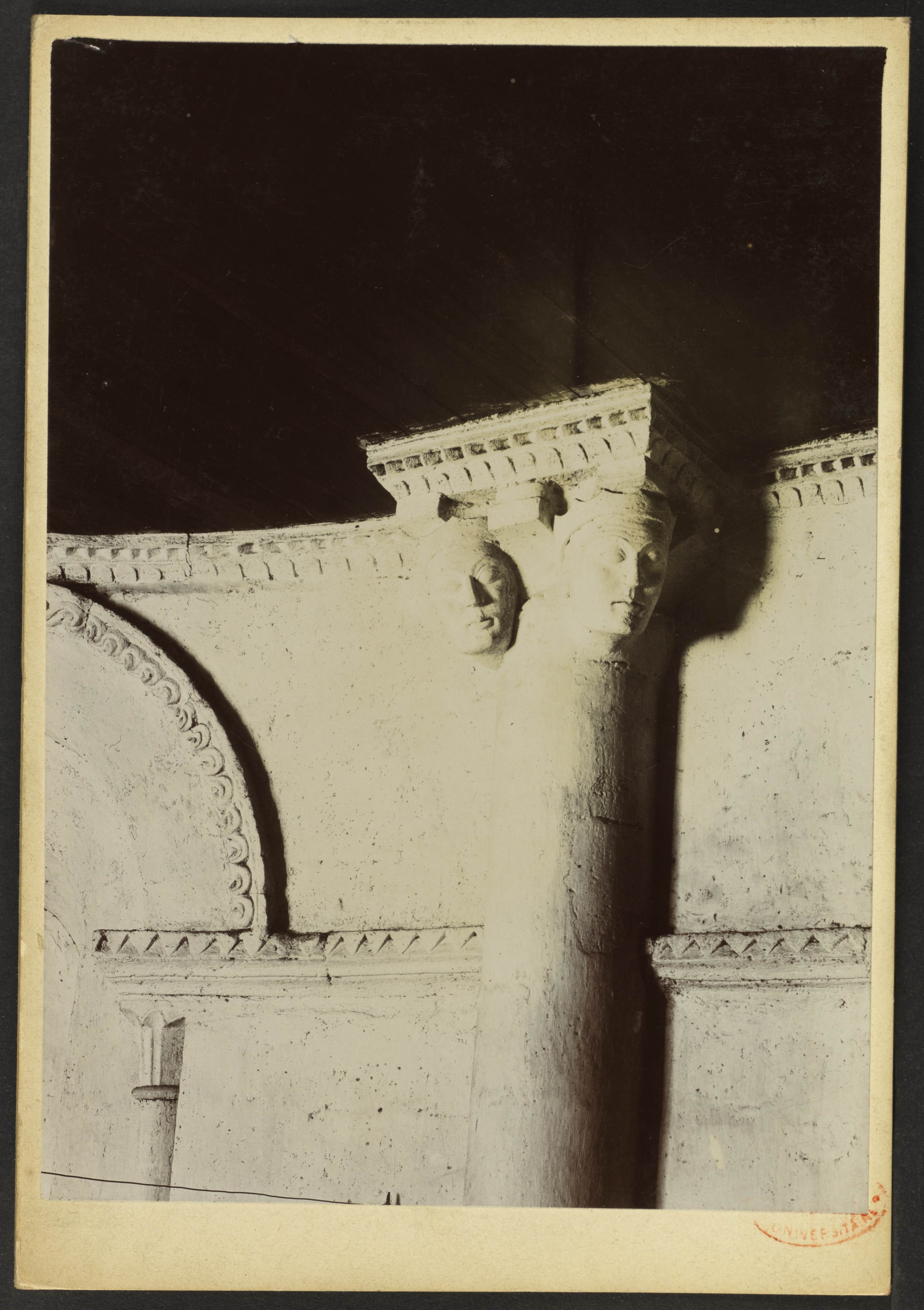
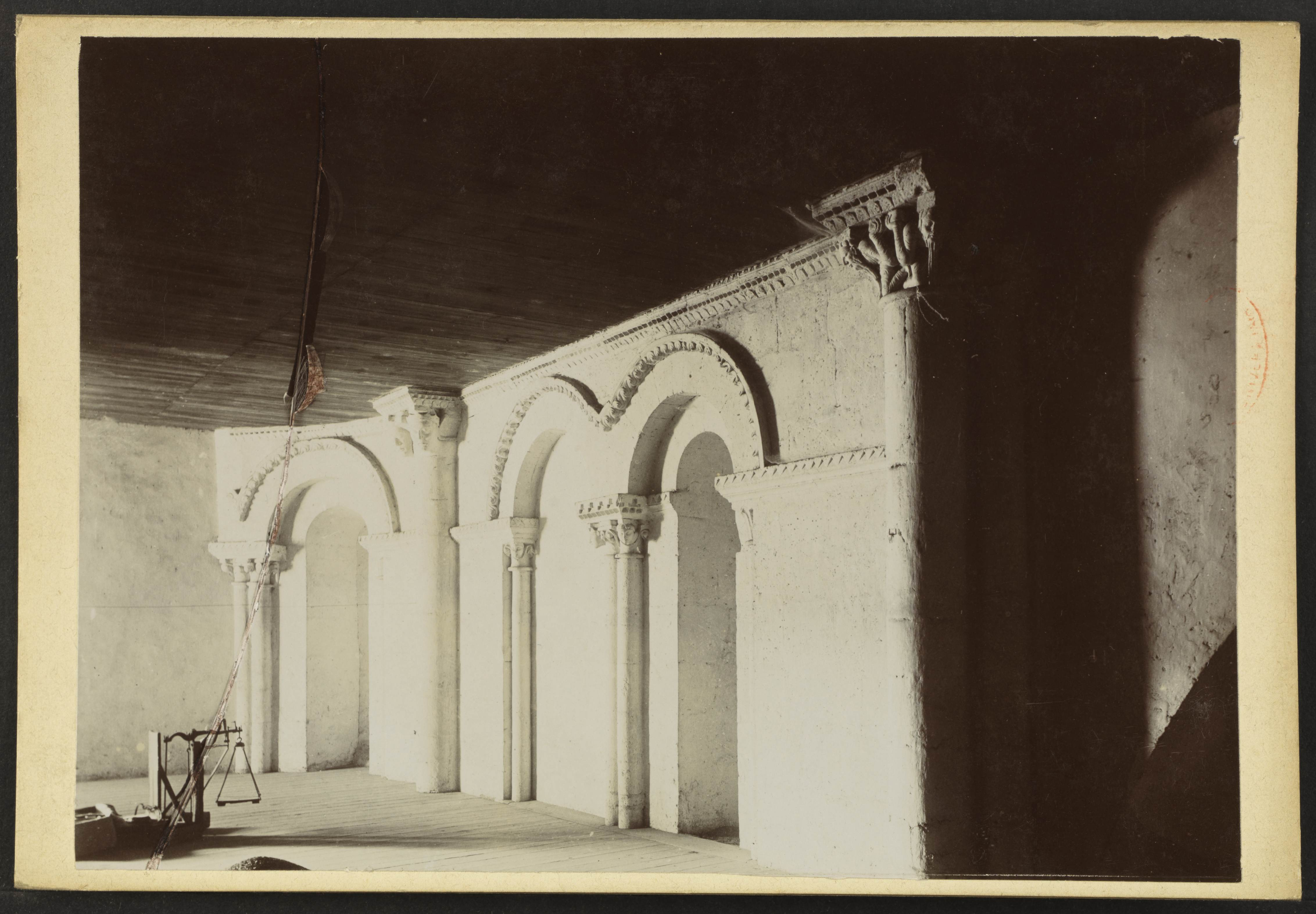
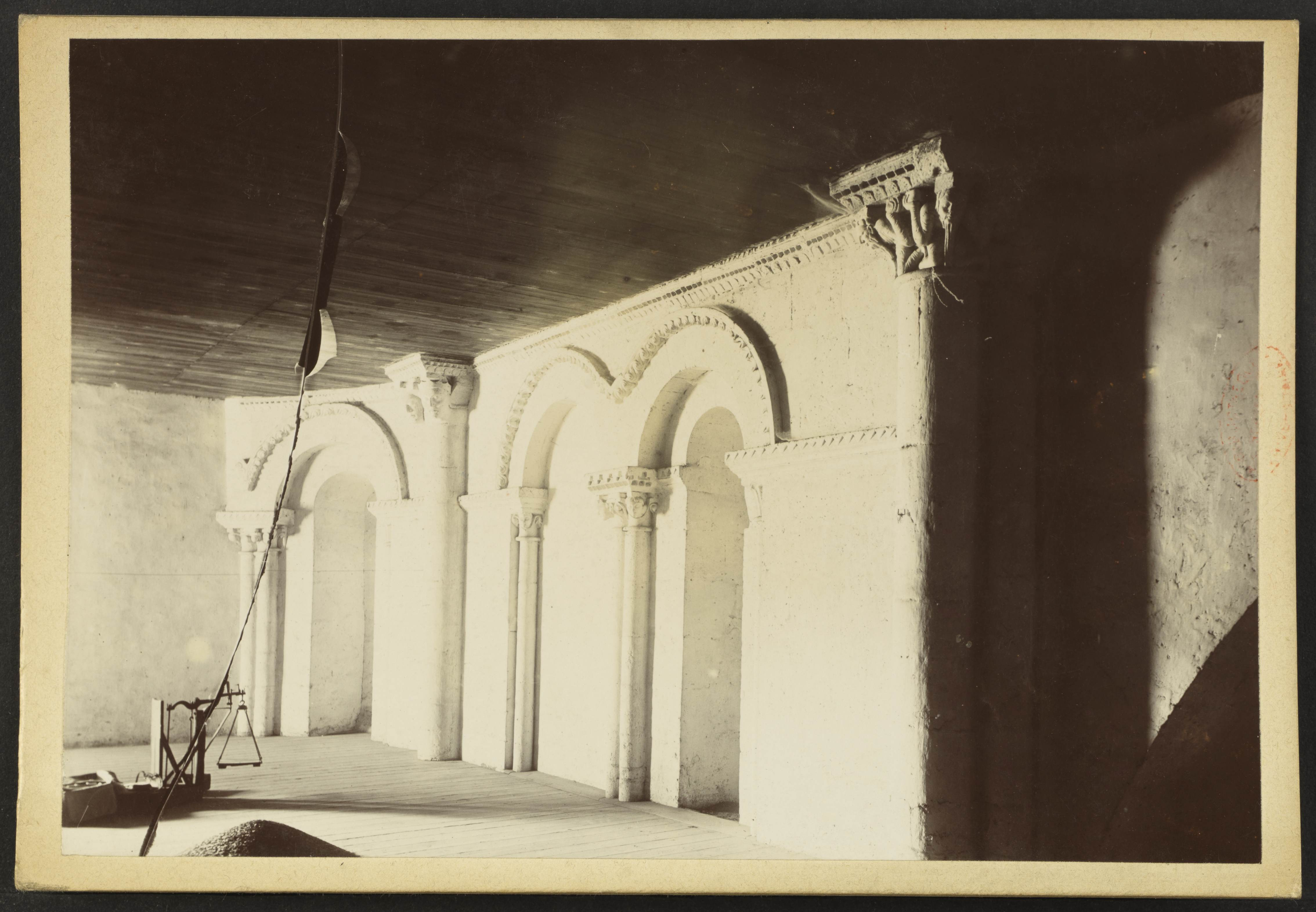

Ruines de l'église, Langon
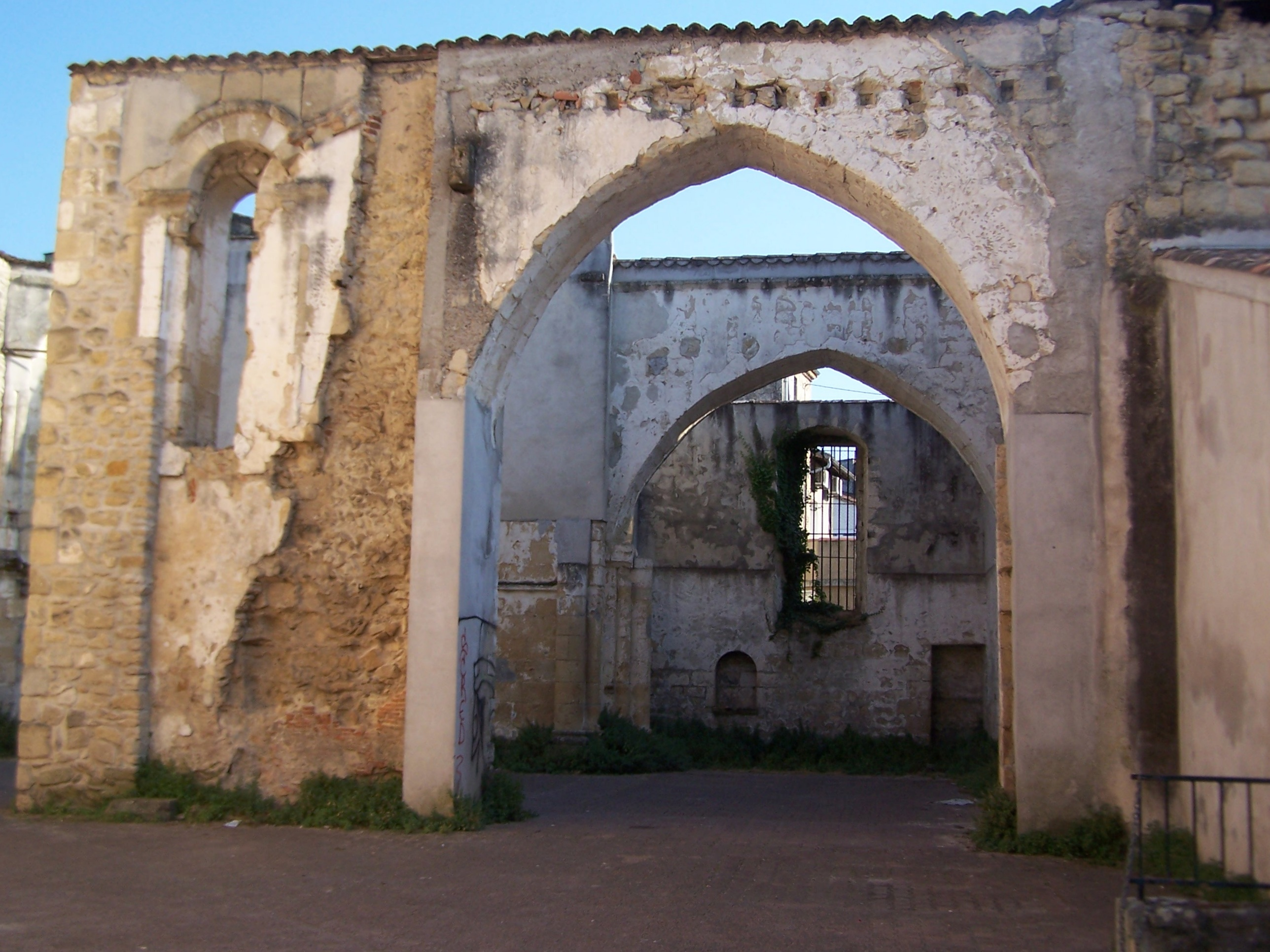
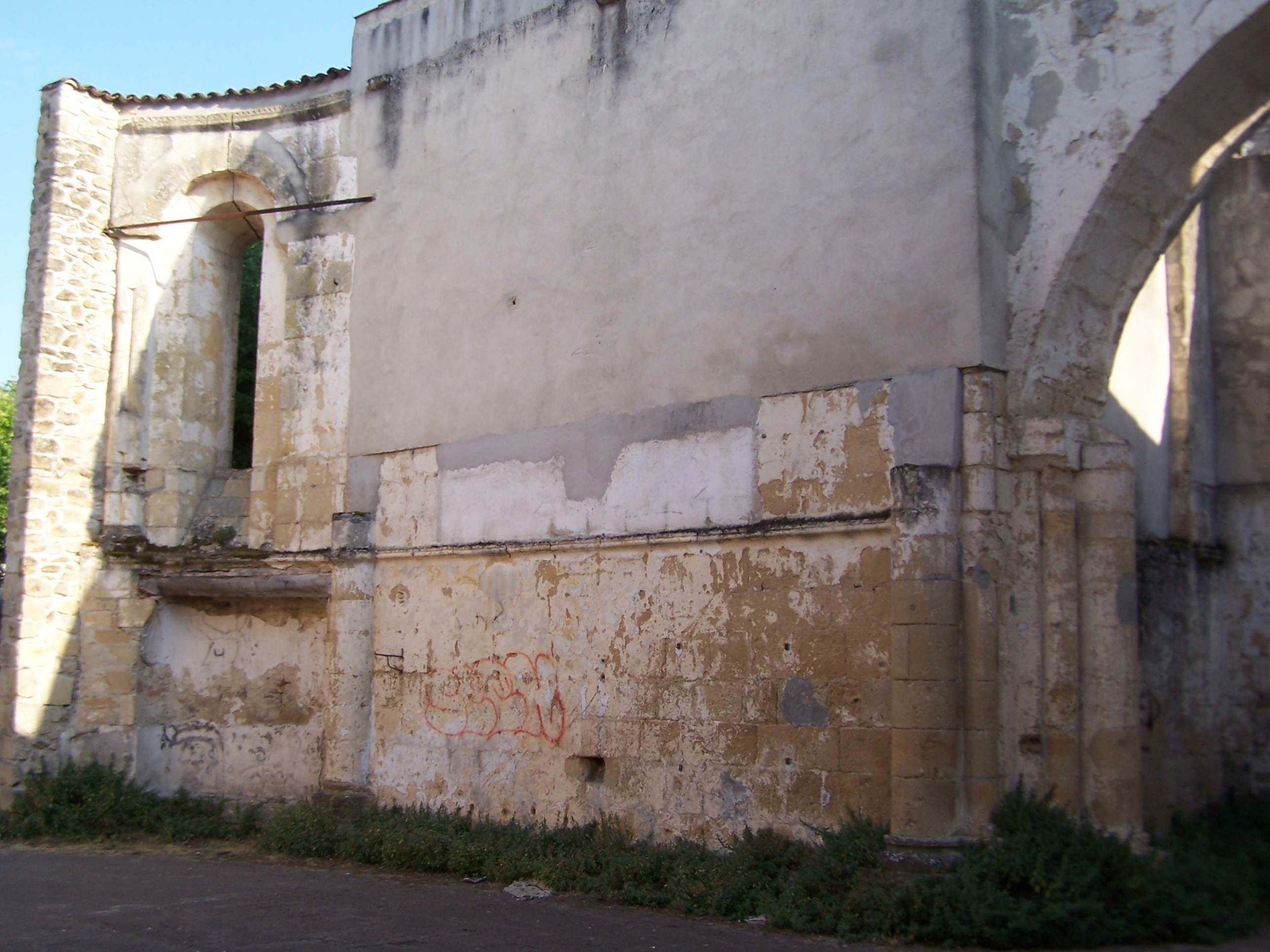
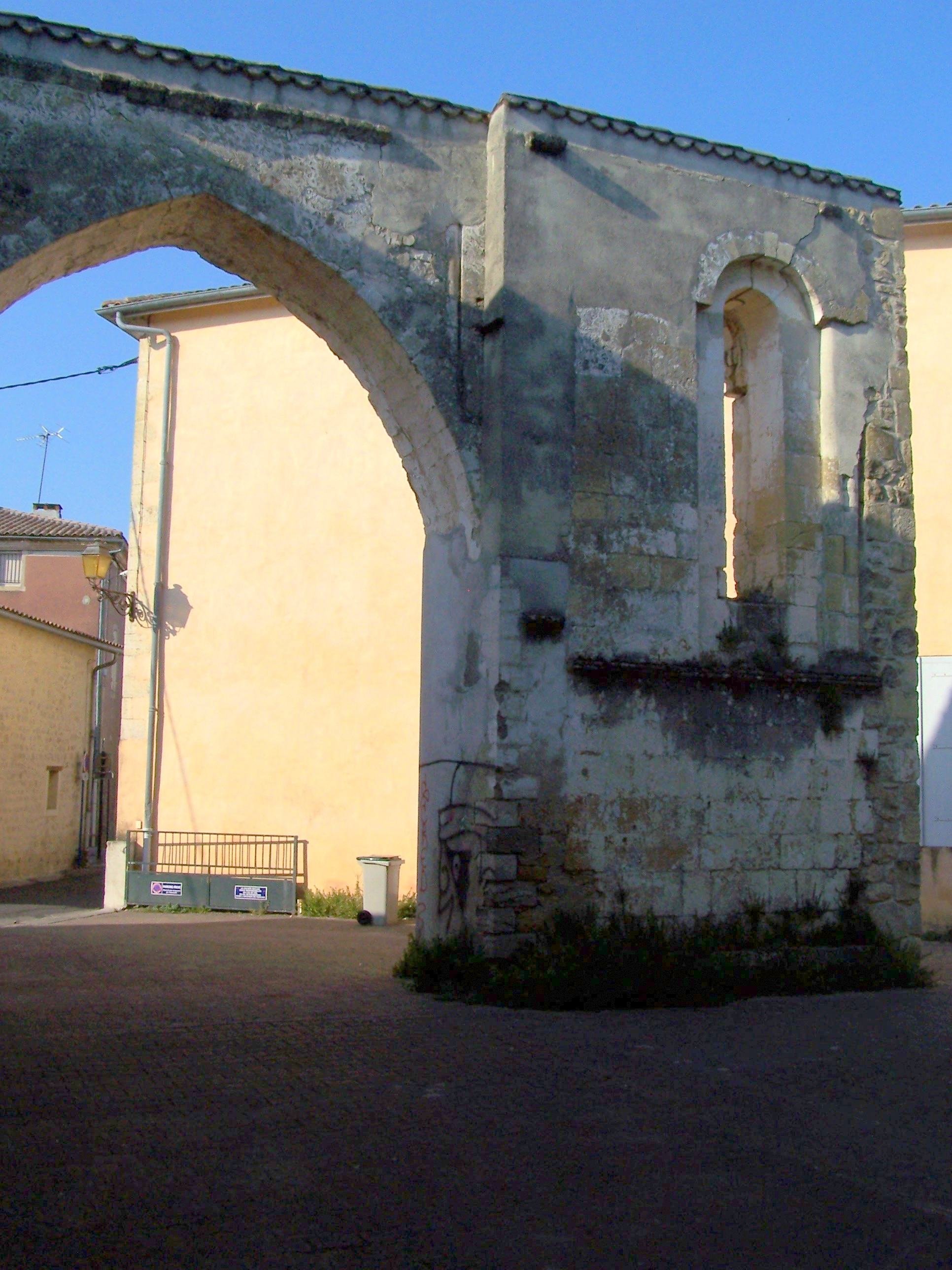

Reconstruction de l'église, New-York
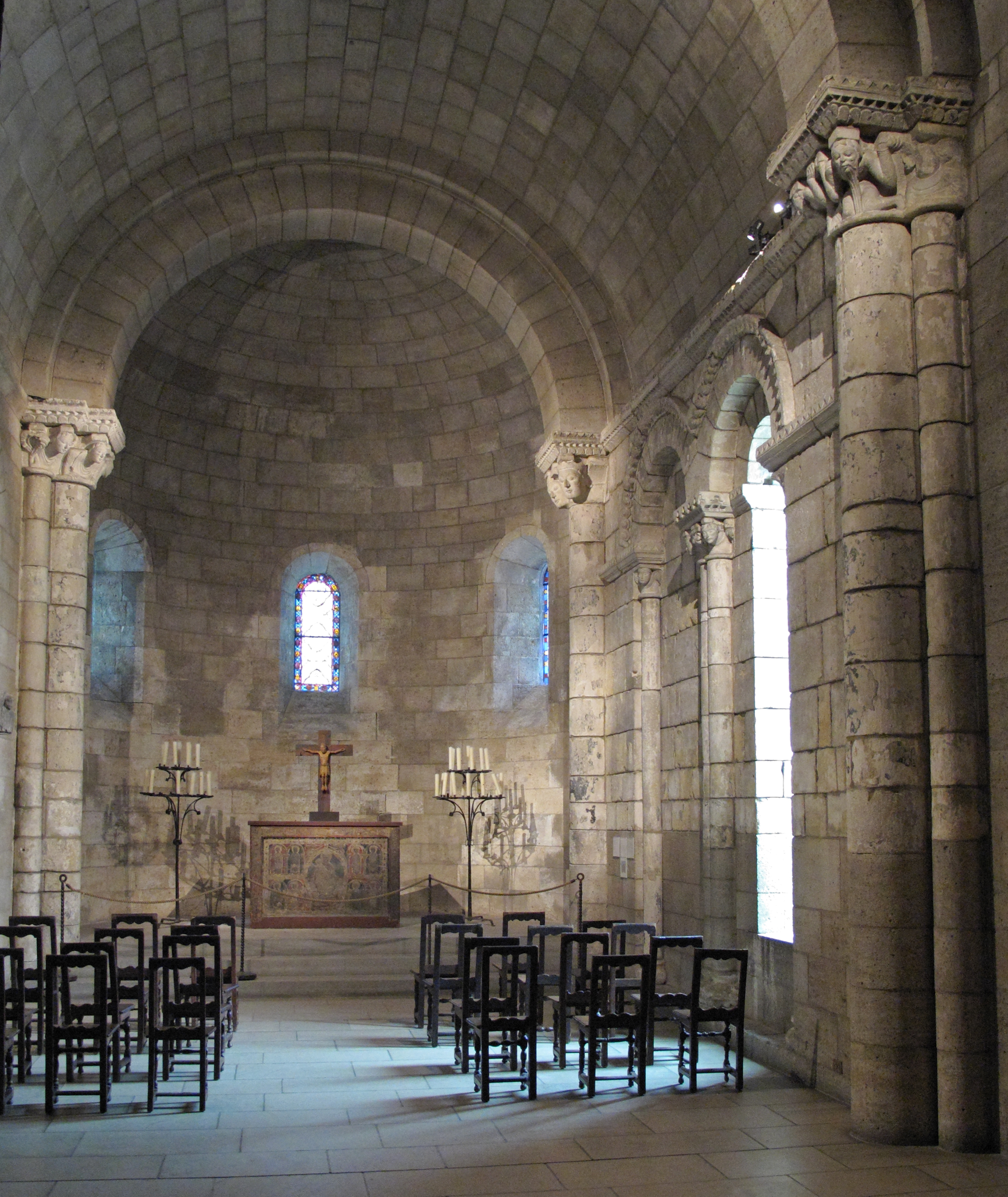
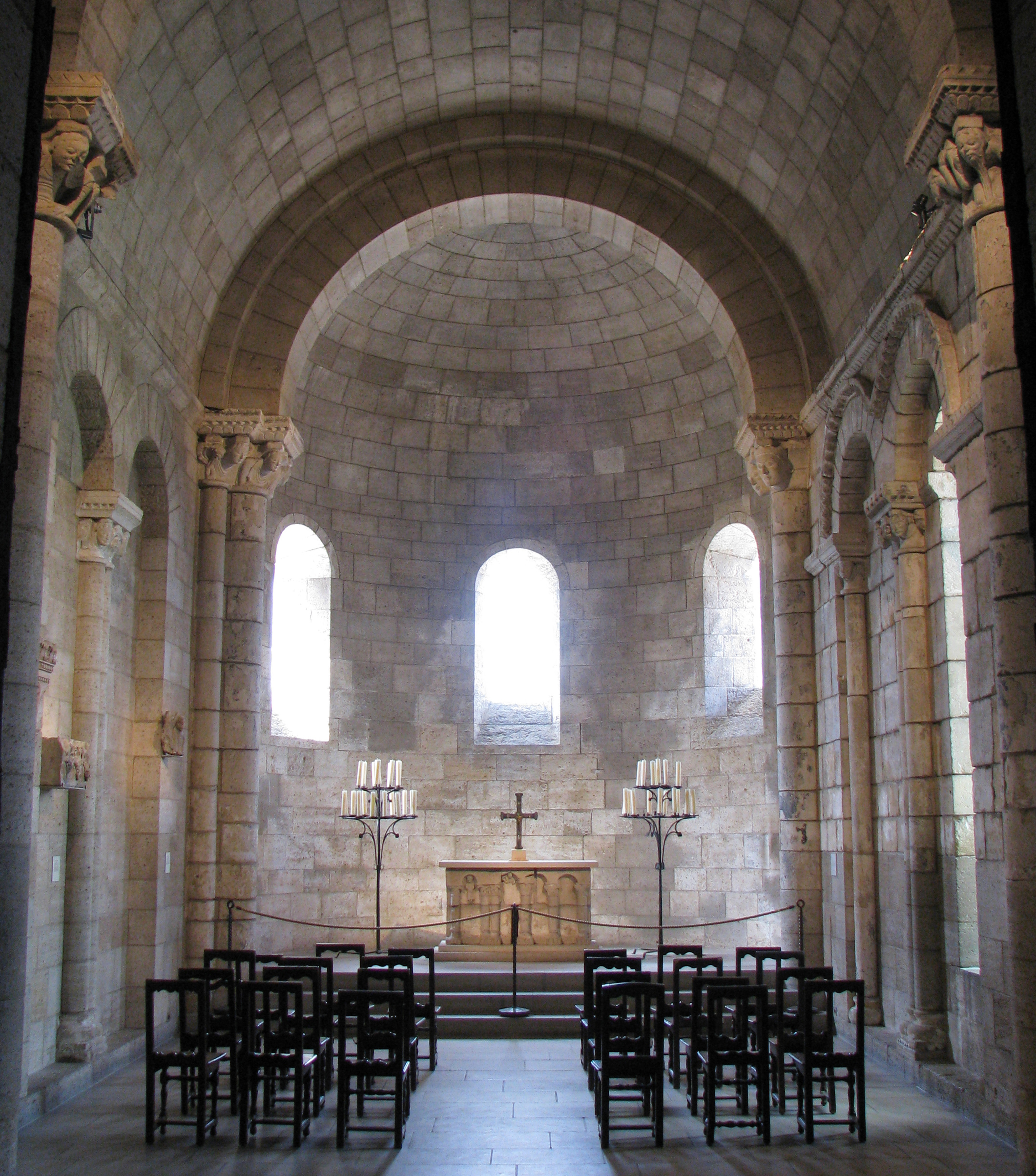
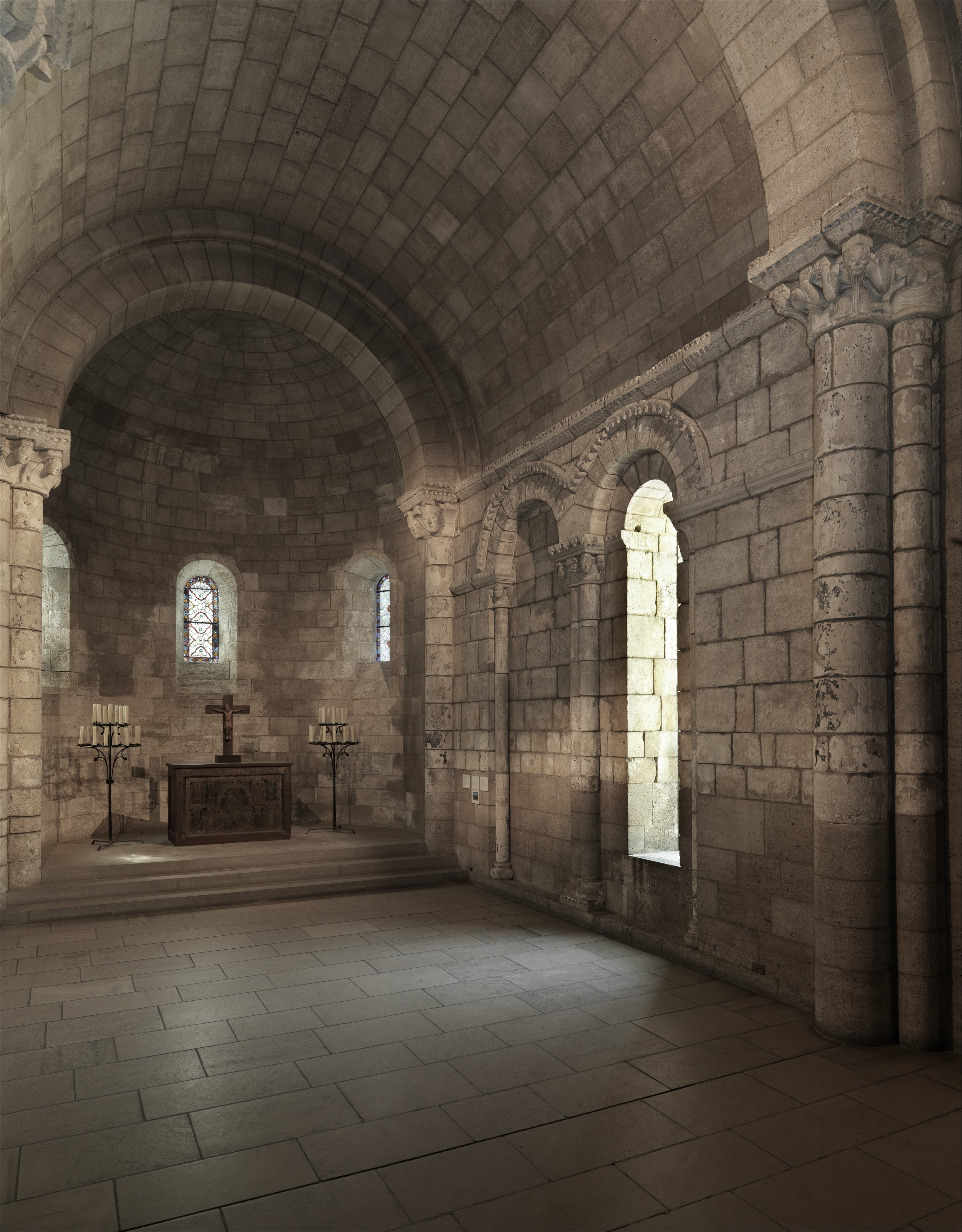
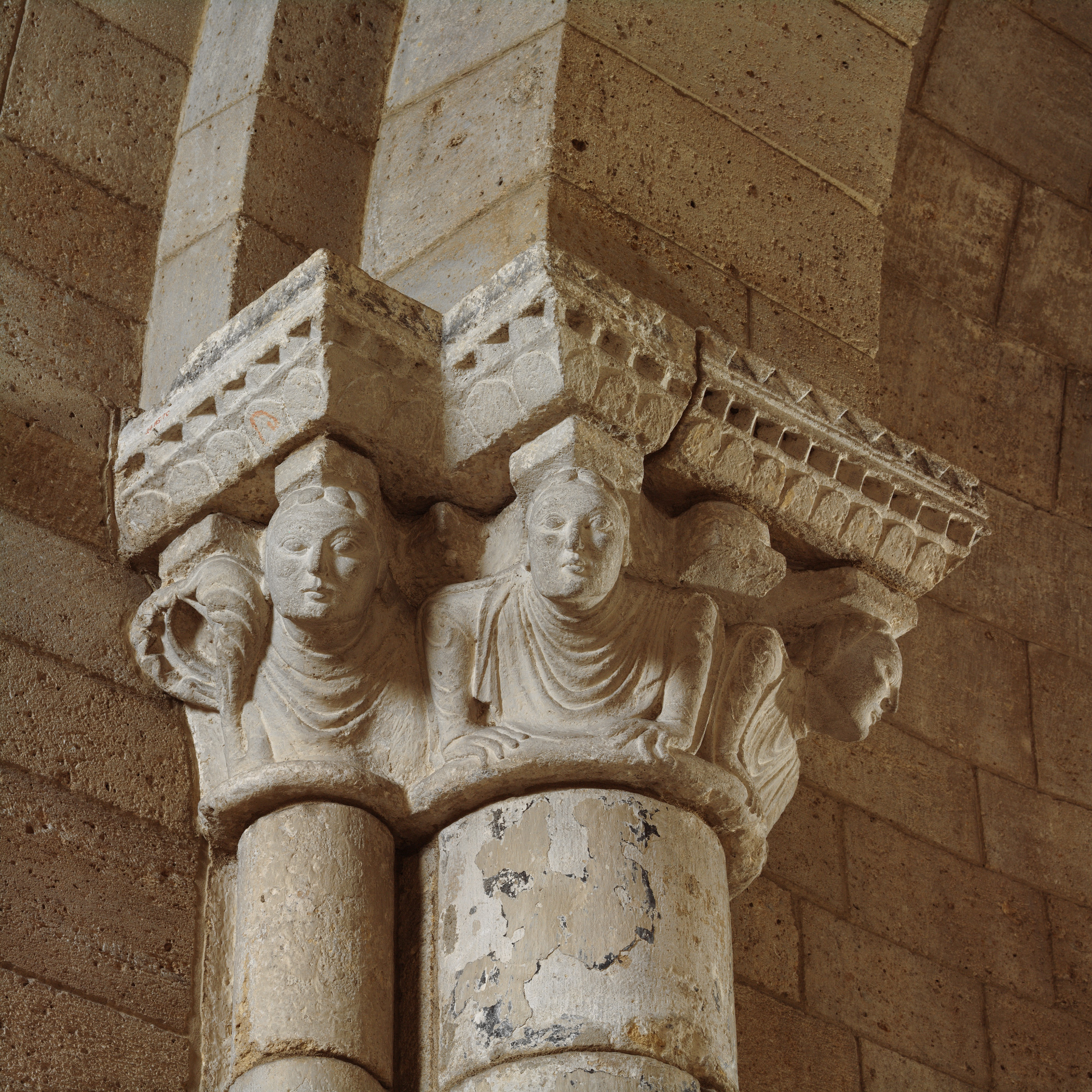
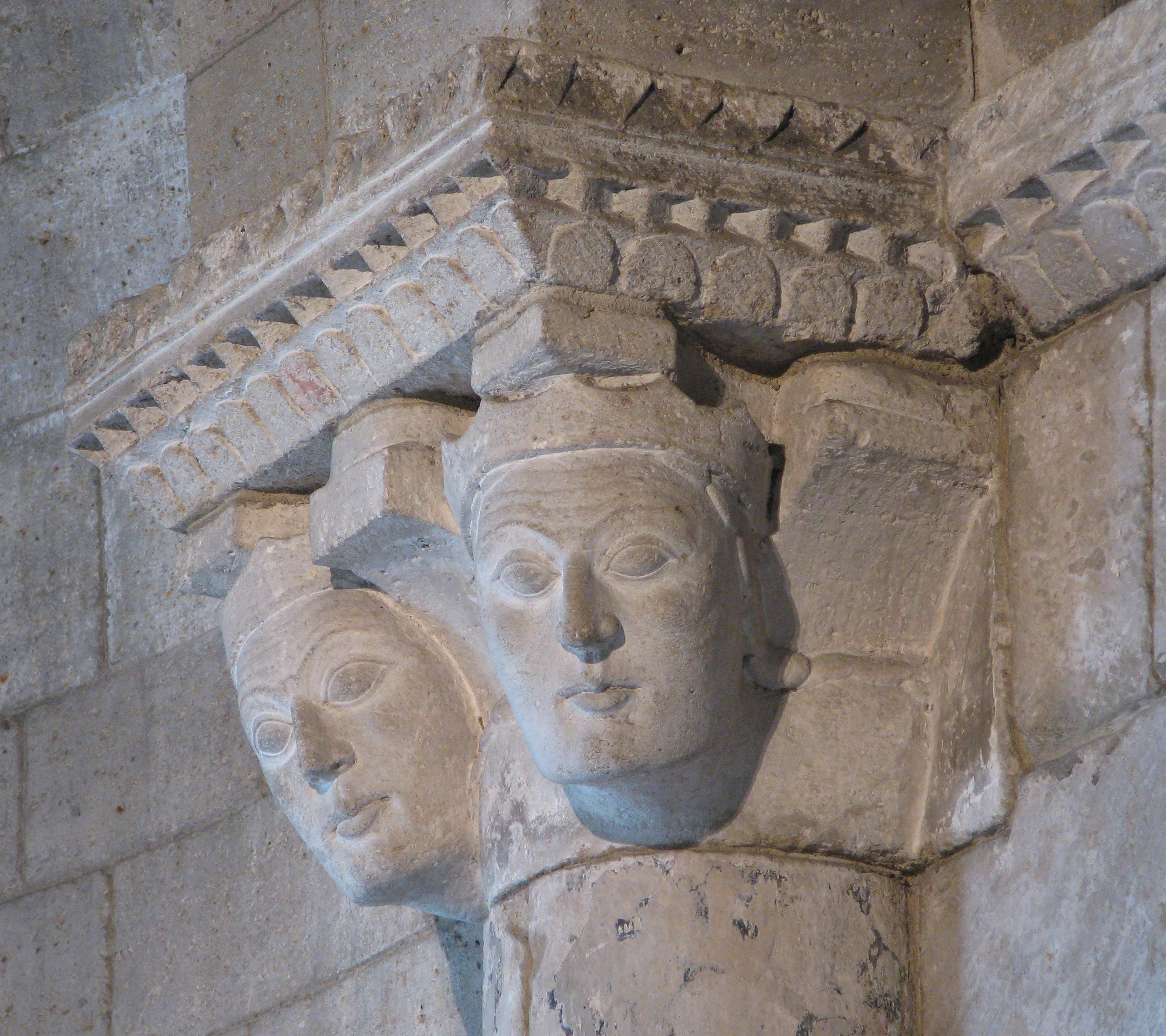

- Maison, 51 rue Maubec
- La mosquée du parc des Vergers. Construite au XIXe siècle par goût pour l'orientalisme, et non comme lieu de culte, elle n'a servi qu'au pesage des jockeys qui allaient courir sur l'ancien hippodrome.
- Les quais : le port de Langon a connu son apogée au XVIIe siècle, à l'époque où les vins partaient vers Bordeaux par le fleuve. Les quais sont devenus un peu delaissé depuis la fin de l'activité portaire. En 2016 la municipalité s'engage dans un projét d'aménagement des quais[45],[46],[47].
- Vers le stade de rugby, rue Abel-Gourgues, on peut remarquer un quartier d'architecture moderniste des années 1950 et 1960 avec certaines rues composées de maisons inspirées du style des Case Study Houses américaines.
- Plus en amont, Airbus a installé un quai de débarquement qui accueille la barge Breuil pour le transport des portions d'avions depuis Bordeaux ; à proximité de ce quai, se trouvent des hangars de stockage pour lesdites portions, avant leur départ, par l'Itinéraire à grand gabarit, jusqu'à l'agglomération toulousaine. Mais le quai Airbus et les hangars ont cessé leur activité depuis les derniers convois en 2020 et 2021[48],[49]. En 2021, l'État a lancé un appel à projets pour la re-industrialisation du site à la suite du départ d'Airbus. L'entreprise Ademeure a remporté cet appel à projets et développe une usine de construction hors site[50],[51].

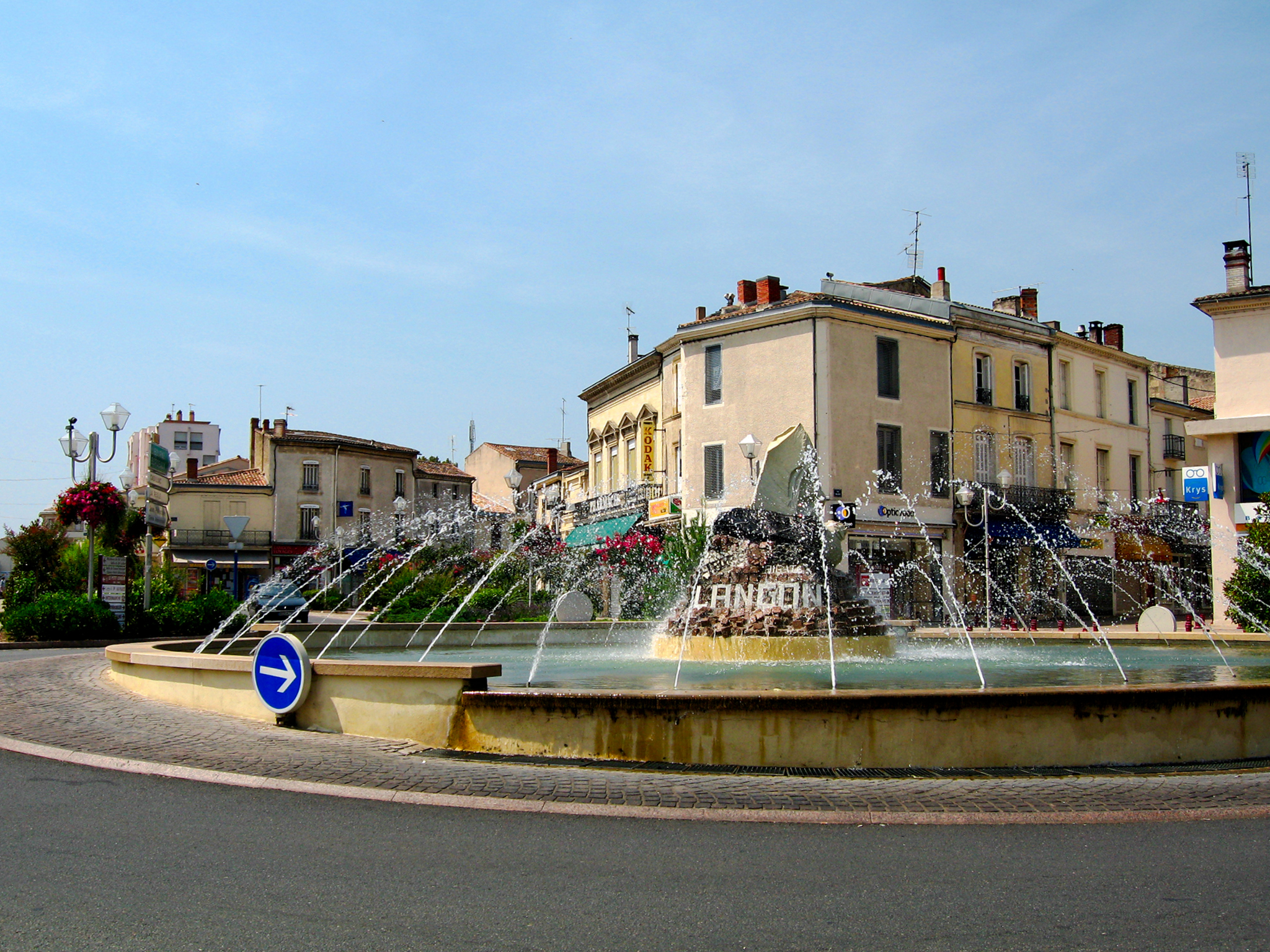
Centre-ville
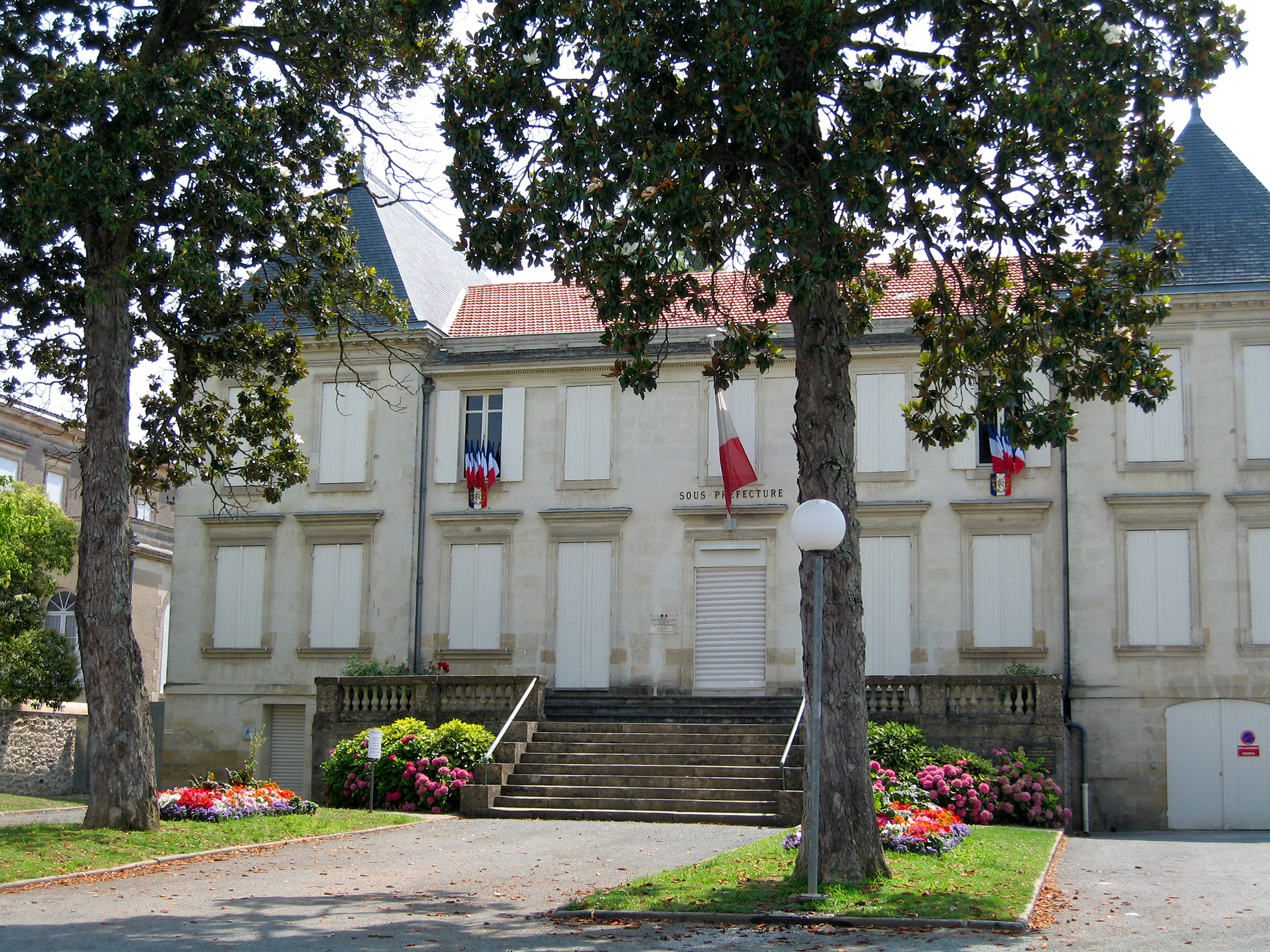
Sous-préfecture
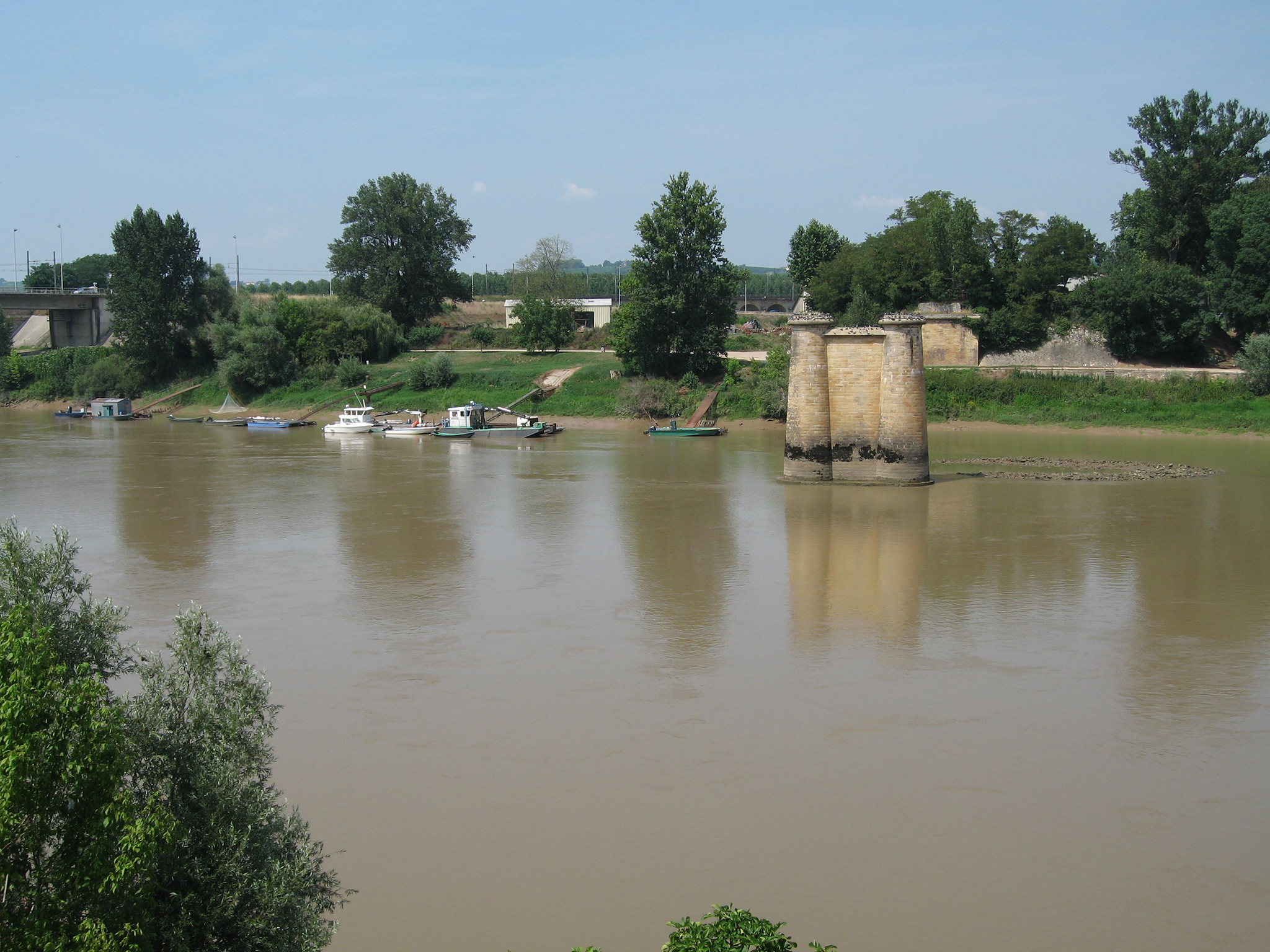
Pilier de l'ancien pont métallique
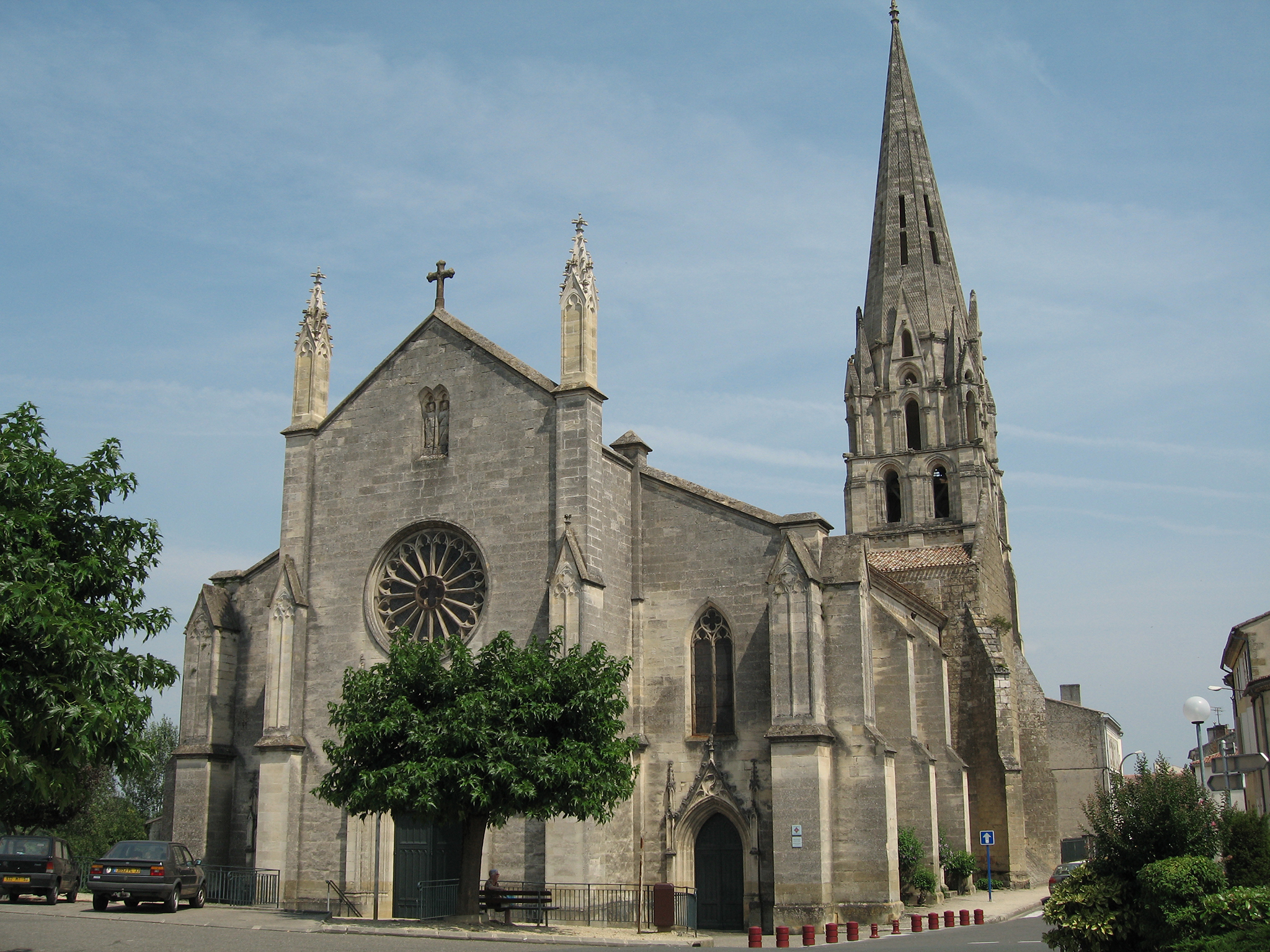
Église Saint-Gervais
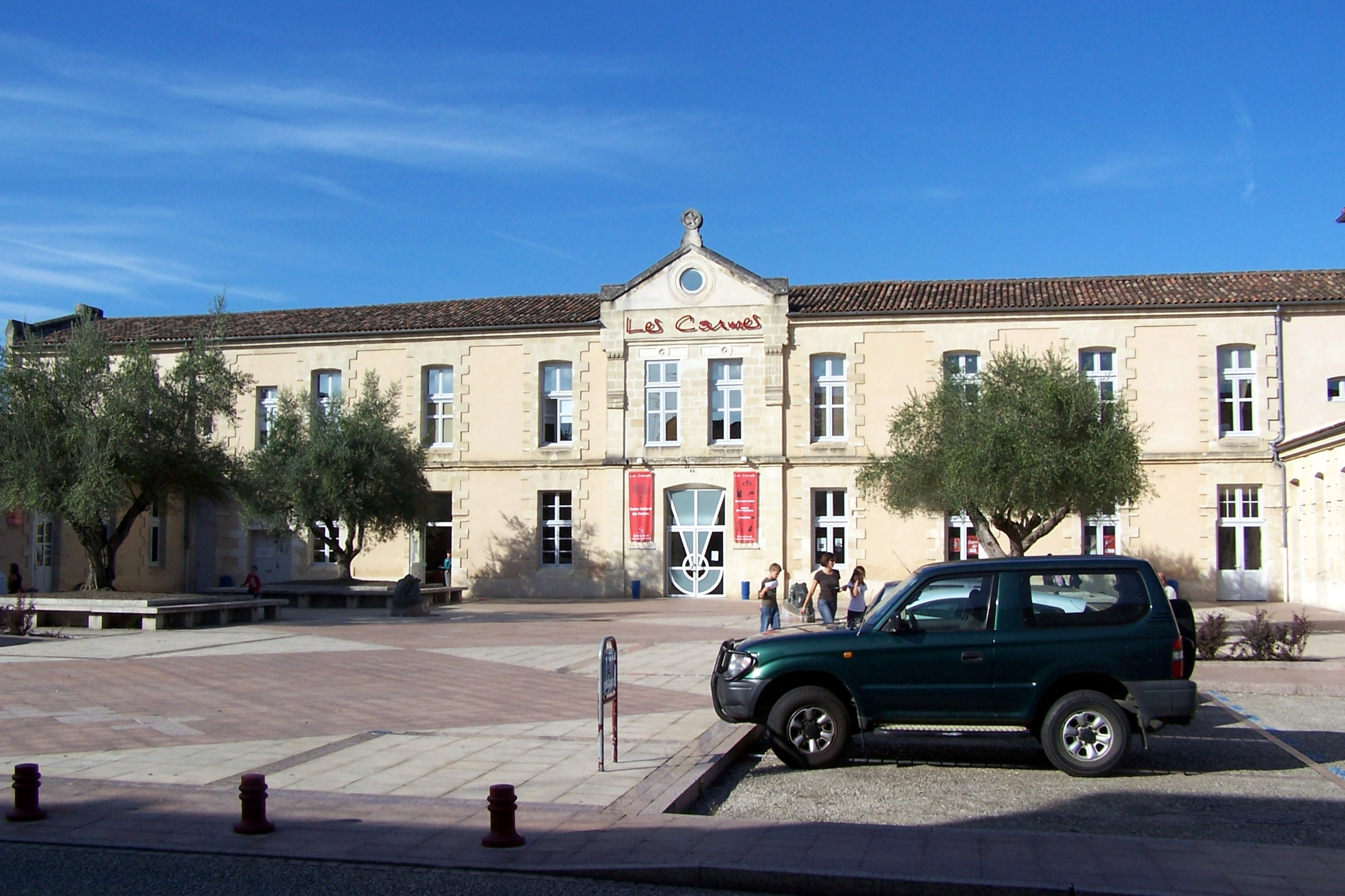
Centre culturel des Carmes
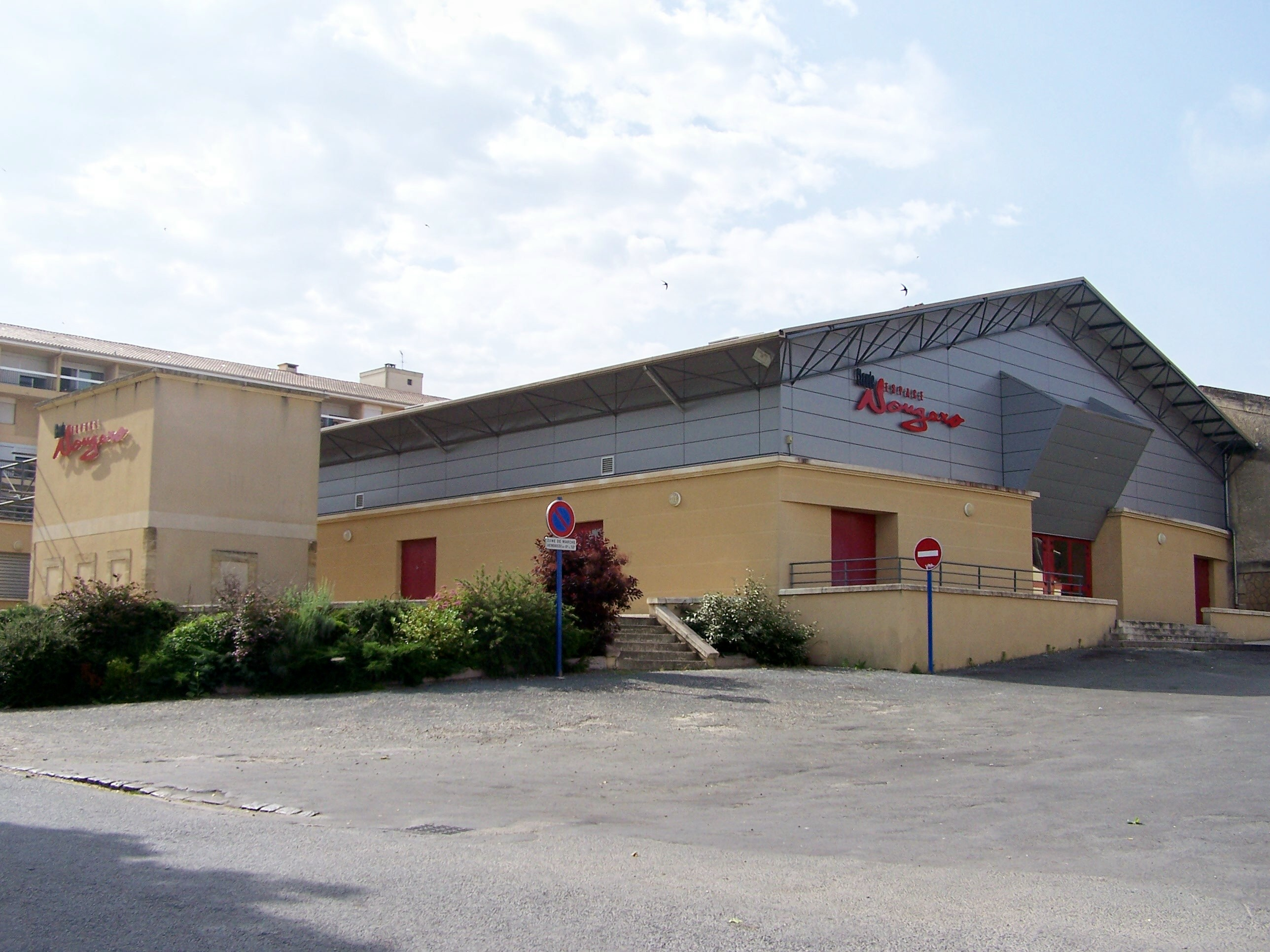
Espace Claude-Nougaro
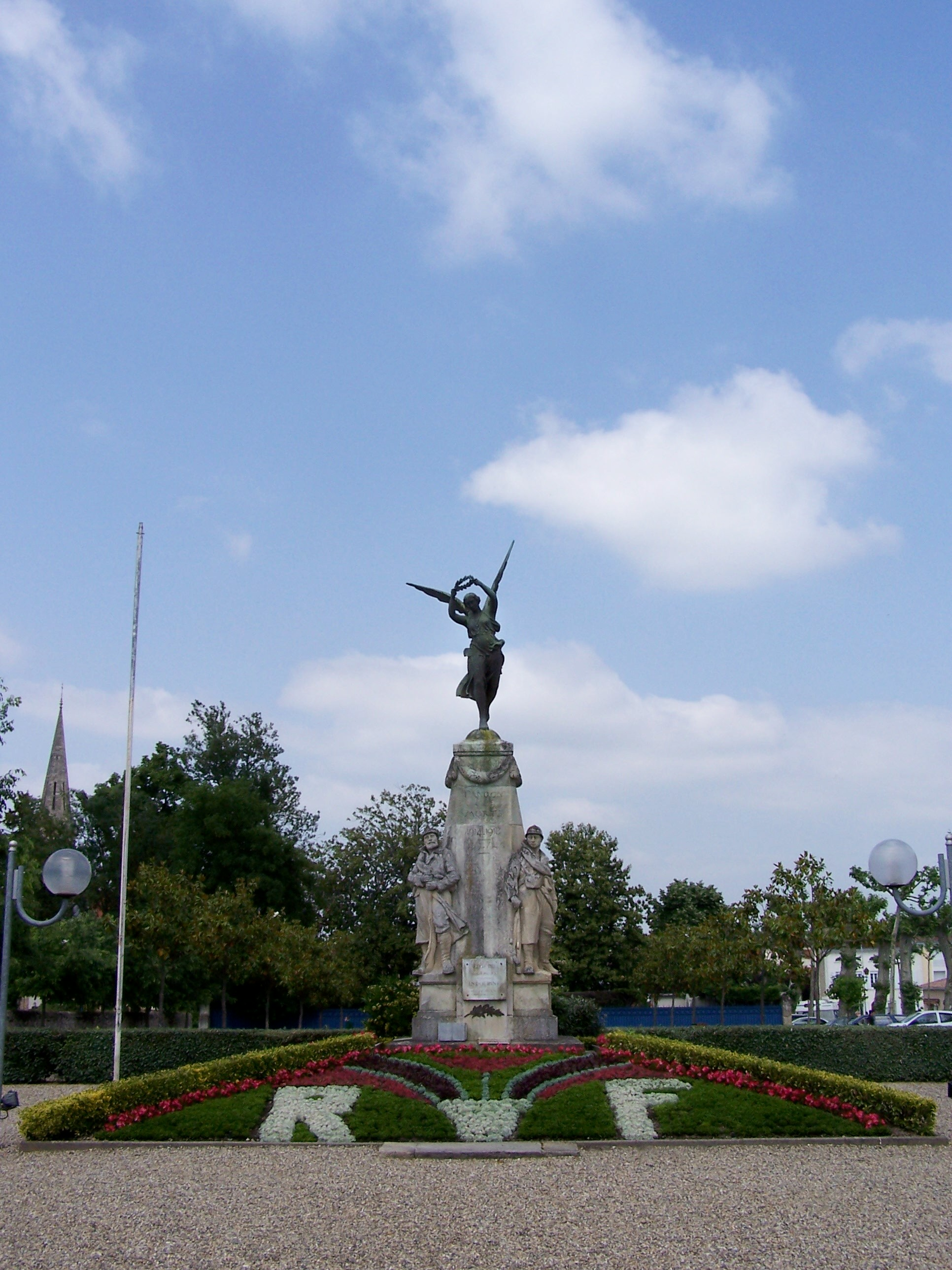
Monument aux morts
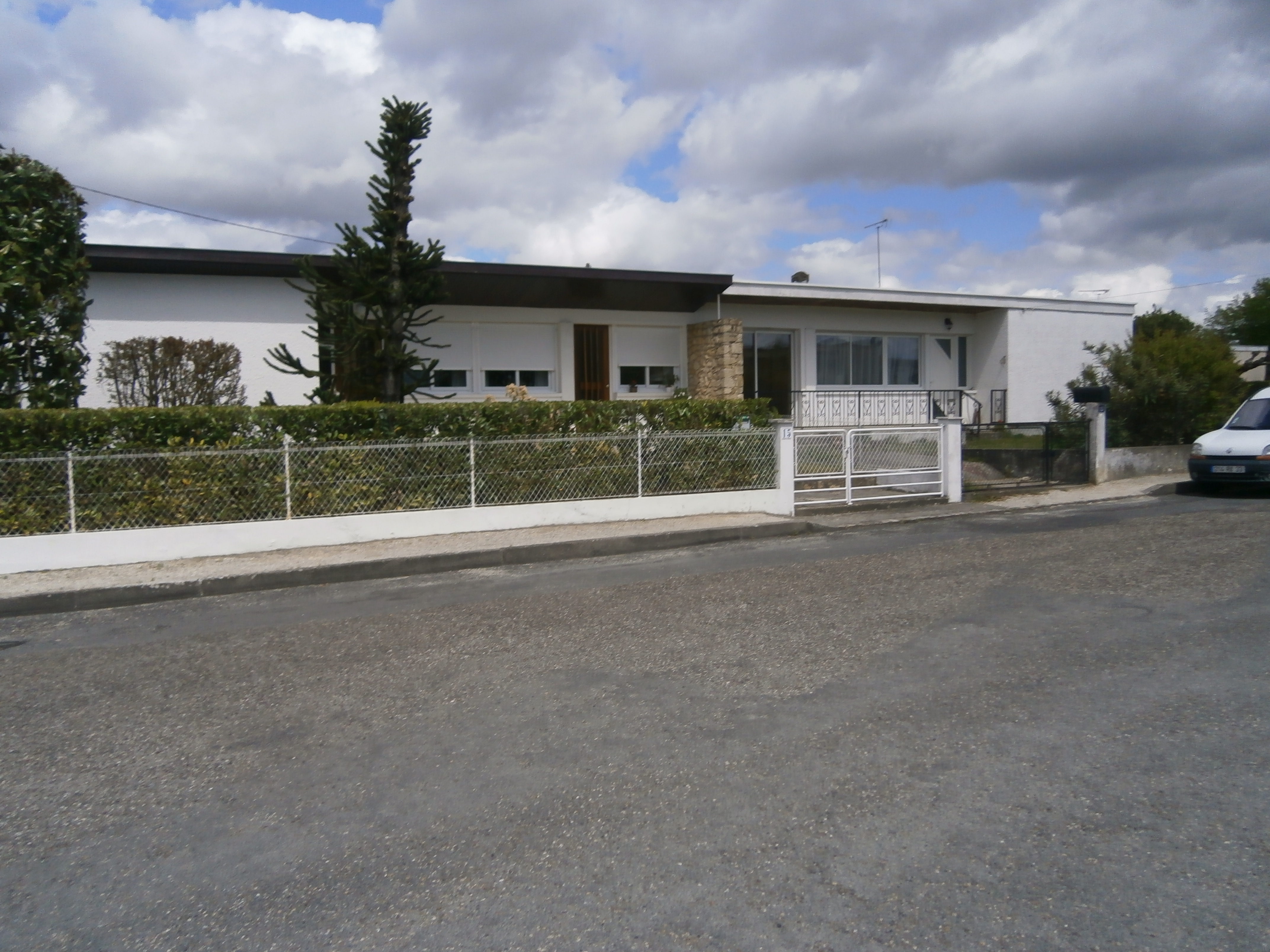
Proche du stade de rugby, quartier de style architectural moderniste des années 1950

### Équipements culturels
- Le Centre culturel des Carmes[52] propose un calendrier varié de spectacles, des expositions d'art (libre d'entrée), des ateliers d'arts plastiques et héberge certaines associations culturelles (danse, chant…) ainsi qu'une partie de l'École de Musique intercommunale.
- L'Espace Claude-Nougaro, ancien marché couvert, est une salle destinée aux spectacles de 1 000 m2, capable d'accueillir des manifestations de grande envergure[53].

### Personnalités liées à la commune
- Jean Sentuary (1711-1784), gouverneur de Bourbon.
- Pierre de La Montagne (1755-1820), homme de lettres et traducteur ;
- Raymond Derancy (1755-1840) premier maire élu (1790).
- Jean Lafargue (1767 à Langon- 1850 à Langon), Notaire et historiographe de la commune (ses "cahiers " sont une source précieuse de renseignements).
- Pierre-Dominique Martin (1771-1855), ingénieur en chef des Ponts et Chaussées, concepteur du pont suspendu de Langon (1831) ;
- Charles Joseph Brannens (1786-1851 à Langon), Maire et conseiller général, batelier sur la Garonne (bateaux à vapeur);
- Jean Baptiste Théry (1789-1840 à Langon), Médecin;
- Gustave Lugeol (1799-1866), Vice-amiral de France ;
- Napoléon Theil (1808 à Langon-1878), Savant, Philologue, Grammairien (Grec et Latin) ;
- Amand Dumeau (1811 à Langon-1896), Batelier sur la Garonne (bateaux à vapeur) ;
- Jean Pierre Théry (1816 à Langon-1895 à Langon), Médecin, Maire et Conseiller général, nombreux ouvrages médicaux à son actif;
- Jérome David (1823-1882), Petit fils du célèbre peintre Jacques-Louis David, Maire Conseiller général et Député ;
- Laurent Léopold Micé (1832 à Langon-1907), Médecin, Professeur d'université, Recteur d'Académie ;
- Pierre Gabriel Deydou (1837 à Langon-1909), Ecclésiastique, Historien, Auteur de la première biographie de Louis Beaulieu ;
- Louis Ducos du Hauron (1837 à Langon-1920), physicien, inventeur du procédé de trichromie pour la photographie couleur ;
- Louis Beaulieu (1840 à Langon-1866), prêtre des Missions étrangères de Paris, martyr de Corée, saint ;
- Amand Papon (1854 à Langon-1933 à Langon), Médecin, Maire sept fois de suite (1898 à 1932), Conseiller général,
- Louis Fabre (1861 à Langon-1920 à Langon), Notaire, Maire, Conseiller général ;
- Jean Faure (1862 à Langon - 1942 à Aix-les-Bains), pharmacien et collectionneur d'art ;
- Guillaume Léonce Duprat (1872-1956 à langon), Professeur de Sociologie et d’Économie sociale à l'université de Genève, Secrétaire Général de l'Institut International de Sociologie ;
- Jean Louis Chelle (1881 à Langon-1960), Chimiste français, Universitaire;
- François Mauriac (1885-1970), qui y avait un oncle, situe à Langon l'action de son roman Genitrix (1923) ;
- Joseph Gabriel Escudey (1891 à Langon-1973), Ecclésiastique, Poète, Historien;
- René Rougerie (1891-1981), Peintre de la Lande girondine;
- Georges Barbot (1894 à langon-1988), Premier aviateur langonnais, Croix de guerre avec étoile;
- Jean Max Eylaud (1896-1979), Médecin, Conférencier, Homme de lettres (pièces de théâtre), Docteur en Sociologie;
- Abbé Arnaud Ferrand (1849-1907), Membre de l'Académie nationale des sciences, belles-lettres et arts de Bordeaux. Auteur-compositeur en 1905 de la célèbre "LANGONNAISE" (4 couplets et 1 refrain): hymne à la gloire des Langonnais et des membres du patronage Saint Joseph des Jeunes de Langon (création en 1875);
- Abbé Marcel Lacave (?,?), Curé de Lignan de Bazas, Historiographe de la commune de Langon (un ouvrage parut en 1903);
- Jean Piaubert (1900-2002), Peintre français (art abstrait);
- Gaston Duturon (1906 à Langon-1987), Historien, Journaliste;
- Raymond Oliver (1909 à Langon-1990), cuisinier ;
- Paul Larrey (1910-1998), Photographe, Créateur d'un des premiers laboratoires couleurs de la Gironde;
- Robert Vouin (1913 à langon-1975 à Langon), Maire, Agrégé de Droit, Professeur d'Université;
- Pierre Lagorce (1914-2002), Maire, Conseiller général, Député, homme de culture, la commune lui doit beaucoup;
- Albert Brouste (1918-2006 à Langon), Joueur et entraineur emblématique du Club de rugby à XV le "Stade Langonnais";
- Robert Escarpit (1919-2000 à Langon), universitaire, journaliste et écrivain ;
- Henri Labit (1920-1942 à Langon), officier, résistant mort en 1942 pour sauvegarder son réseau, compagnon de la Libération ; la place devant la gare porte son nom, avec une stèle commémorative ;
- Marie-Madeleine Gauthier (1920 à Langon- 1998 à langon), Universitaire, Chercheur au CNRS, Spécialiste d'émaillerie médiévale.
- Édouard Kargulewicz dit "Kargu" (1925-2010), Footballer professionnel français et international (11 sélections), Meilleur buteur de première division (actuelle ligue 1 avec les "Girondins de Bordeaux" (saison 1953-1954, 27 réalisations), Champion de France avec les "Girondins de Bordeaux" (ligue 1, saison 1949-1950), Capitaine-entraineur du club les "Jeunes de Langon", a permis à ce club d’accéder à la division d'honneur de l'époque (4e échelon actuel) et d'aller en finale de la Coupe du Sud-Ouest en 1961 (aujourd'hui coupe d'Aquitaine);
- André Sapaly (1928-2008), Professeur d'Histoire-Géographie, Historiographe de Langon; ses ouvrages font autorité.
- Jean-Claude Ranouil (1937-), Footballer Professionnel français, Capitaine-entraineur des "Jeunes de Langon";
- Colette Besson (1946-2005), Championne Olympique du 400m (Jeux Olympiques de Mexico 1968), Recordman du 400m à Athènes en 1969;
- Jean Claude Dubouil (1948-2003), Footballer professionnel français, Capitaine-entraineur du club "Langon-Castets FC";
- Martine Faure (1948 à Langon), députée de la Gironde, 9e circonscription, conseillère générale de la Gironde. A beaucoup œuvré pour l'action culturelle de la commune. Principale cheville ouvrière de la rénovation des locaux du Centre Culturel des Carmes et notamment de l'édification de la salle de spectacle (inauguration : mai 2000).
- Christian Latrille (1948 à Langon), Clarinettiste, Fondateur en 1977 avec la municipalité Pierre Lagorce du Centre culturel des Carmes et de l’École municipale de musique (aujourd'hui, École inter-communale), créateur du célèbre Big-Band des Carmes;
- André Demptos (1953 à Langon), Dramaturge ;
- Francis Valonne (1954 à Langon-1984), Saxophoniste concertiste, Premier prix du Conservatoire National Supérieur de Musique de Paris, Musicien de Jazz, Enseignant au Conservatoire National de Région de Bordeaux;
- Marie Récalde (1965 à Langon), députée de la 6e circonscription de la Gironde
- David Martimort (1967 à Langon), meilleur jeune économiste de France 2004, professeur à l’École d’Économie de Paris
- Joris Lacoste (1973 à Langon), dramaturge et metteur en scène français.
- Henri-Pierre Vermis (1980 à Langon), joueur de rugby à XV ;
- Loïc Mansencal (1983 à Langon), Professeur d'Histoire-Géographe, Historiographe de la commune;
- Mathieu Valbuena (1984), Footballer professionnel et international (52 sélections), a joué au club "Langon-Castets FC" de 2003 à 2004;
- Anthony Soubervie (1984), Footballer professionnel, a joué au club "Langon-Castets FC" de 2005 à 2007;
- Benjamin Sore (1987 à Langon), joueur de rugby à XV au SC Albi ;
- Benjamin Fall (1989 à Langon), joueur de rugby à XV.
- Pierre Lees-Melou (1993 à Langon), joueur de football professionnel.
- Thomas Boudat (1994 à Langon), coureur cycliste sur piste et sur route.
- Benjamin Sene (1994 à Langon), basketteur

### Héraldique
| Armes | Les armes de Langon se blasonnent ainsi : D'or aux trois pals de gueules. |